# Grammatik der russischen Sprache

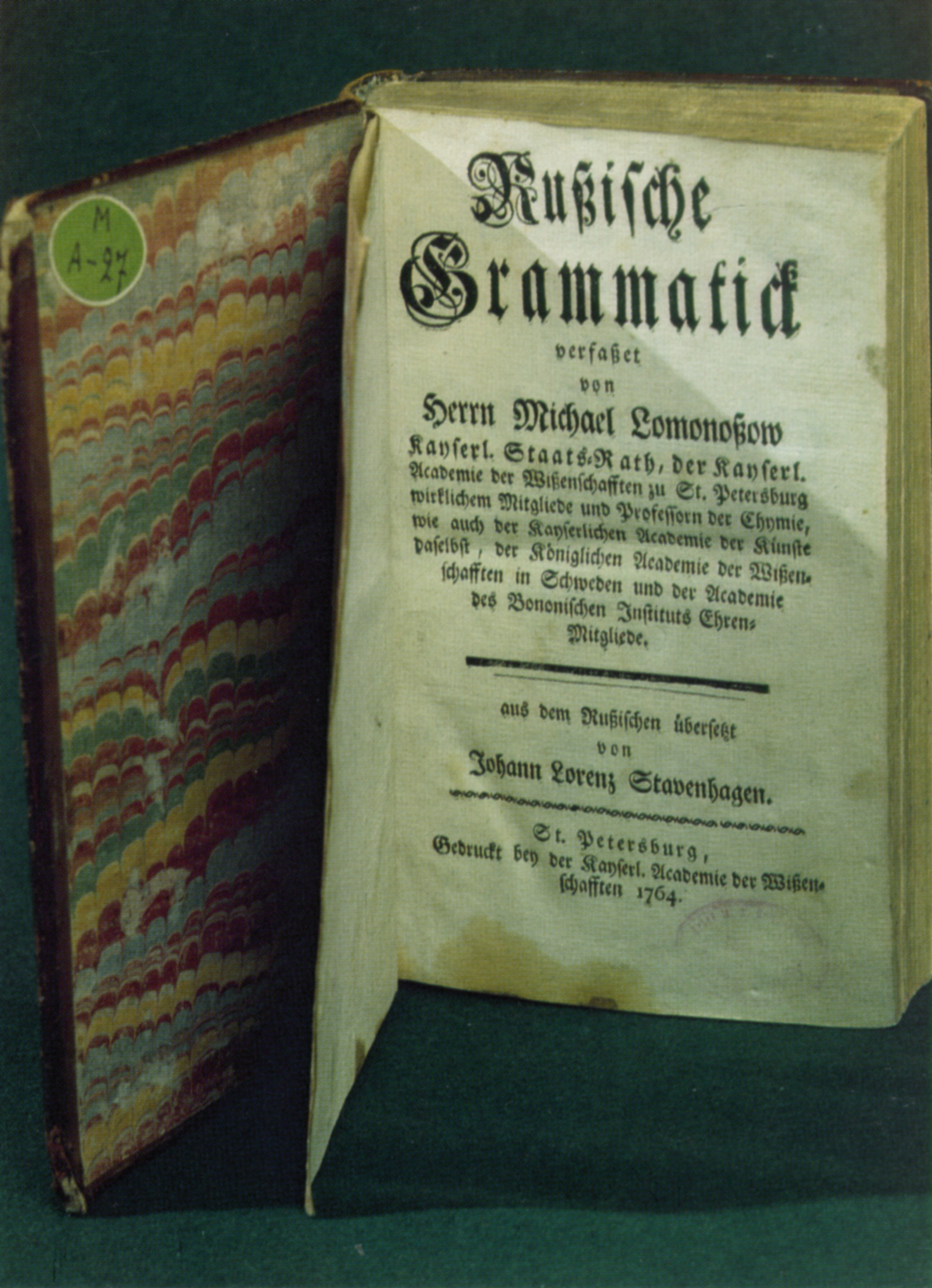
Die Rußische Grammatick von Michail Wassiljewitsch Lomonossow aus dem Jahr 1755 hatte bedeutenden Einfluss auf die Formalisierung der Grammatik der russischen Sprache

Die Grammatik der Russischen Sprache beschreibt die Struktur von Wörtern und Sätzen der heutigen russischen Standardsprache. Wie die meisten slawischen Sprachen ist auch das Russische stark flektierend. Es kennt drei grammatische Geschlechter und sechs Fälle (Kasus). Es existiert eine Kategorie der Belebtheit, d. h. innerhalb der grammatischen Geschlechter wird weiterhin nach belebten (d. h. Personen und Tieren) und unbelebten (d. h. sonstige) Substantiven unterschieden.

## Wortarten des Russischen
Entsprechend ihrer semantischen, morphologischen und syntaktischen Eigenschaften kann man die Wörter des Russischen in Wortarten gruppieren: Verben, Substantive, Adjektive, Zahlwörter, Pronomen, Adverbien, Präpositionen, Konjunktionen, Partikeln, Interjektionen.
Die Wortarten lassen sich entsprechend semantischer Kriterien in Begriffswörter (Autosemantika) und Hilfswörter (Synsemantika) und entsprechend morphologischer Kriterien in flektierbare und nicht flektierbare Wortarten gruppieren. Die deklinierbaren Wortarten (Substantiv, Adjektiv, Zahlwörter, Pronomen) werden zuweilen als Nomen zusammengefasst.
|                                | Flektierbare Wortarten                               | Nicht flektierbare Wortarten                                    |
| ------------------------------ | ---------------------------------------------------- | --------------------------------------------------------------- |
| Begriffswörter (Autosemantika) | Verben, Substantive, Adjektive, Zahlwörter, Pronomen | Adverbien, Zustandswörter (prädikative Adverbien), Schaltwörter |
| Hilfswörter (Synsemantika)     |                                                      | Präpositionen, Konjunktionen, Partikeln                         |
| Isolierte Wörter               |                                                      | Interjektionen                                                  |

Im Gegensatz zum Deutschen gibt es im Russischen keine Artikel.

## Bestandteile eines Wortes
Substantive, Adjektive, Adverbien und Verben können in folgende Bestandteile zerlegt werden: Präfix, Wurzel, Suffix, Endung.
Präfixe stehen vor der Wurzel eines Wortes und dienen entweder der Bildung neuer Wörter derselben Wortart oder der Bildung von Formen desselben Wortes.
Suffixe stehen hinter der Wurzel eines Wortes und dienen entweder der Bildung neuer Wörter, wobei sich die Wortart ändern kann, oder der Bildung von Formen desselben Wortes.
Die Wurzel trägt die Grundbedeutung eines Wortes. Wörter mit derselben Wurzel bilden eine Wortfamilie.
Die Endung trägt grammatische Eigenschaften eines Wortes (Kasus, Numerus, Genus).
| заинтересованный (interessiert) | заинтересованный (interessiert) | заинтересованный (interessiert) | заинтересованный (interessiert) |
| ------------------------------- | ------------------------------- | ------------------------------- | ------------------------------- |
| за-                             | -интерес-                       | -ованн-                         | -ый                             |
| Präfix                          | Wurzel                          | Suffix                          | Endung                          |

Deklinations- und Konjugationsendungen sowie grammatische Präfixe und Suffixe dienen dabei der Bildung verschiedener Formen ein und desselben Wortes. Darüber hinaus können durch Präfixe und Suffixe neue Wörter entstehen. In diesem Fall wird von Wortbildung gesprochen. Der unveränderliche Teil eines Wortes ohne Flexionsendung bzw. formbildende Präfixe und Suffixe wird Stamm genannt.

## Substantive ([имена] существительные)

### Kasus (падéж) in der russischen Sprache
Im Russischen werden normalerweise sechs grammatische Fälle angenommen. Neben den vier im Deutschen bekannten Fällen Nominativ, Genitiv, Dativ und Akkusativ sind das die Fälle Instrumental und Präpositiv. Außerdem haben sich im Russischen einige Spuren des Vokativs (z. B. бoжe мой „mein Gott!“) und eines eigenen Lokativs auf -u (z. B. на берегу »am Ufer«, на носу »auf der Nase«, на шкафу »auf dem Schrank«, на мосту »auf der Brücke«, на полу »auf dem Boden«, в аэропорту »am Flughafen«, в Крыму »auf der Krim«) erhalten. Schließlich differenzieren einige Substantive noch zwei verschiedene Formen des Genitivs (z. B. чашка чaю und чашка чaя für „eine Tasse (gefüllt mit) Tee“). Bei großzügiger Zählung könnte man also im Russischen bis zu acht Fälle ansetzen.
Jeder Fall beantwortet zwei Fragen aus jeweils zwei Reihen. Eine Reihe bezieht sich auf die belebten Substantive und die andere auf die unbelebten. Zu den belebten Substantiven zählen alle tier- und menschenbezogenen Nomen und zu den unbelebten alle anderen.
Die Fälle und die Fragen zu ihnen werden in der folgenden Tabelle dargestellt:
| Падеж (Kasus)                  | Fragen zu den belebten Nomen   | Fragen zu den unbelebten Nomen |
| ------------------------------ | ------------------------------ | ------------------------------ |
| 1. Именительный (Nominativ)    | кто? (wer?)                    | что? (was?)                    |
| 2. Родительный (Genitiv)       | кого? (wessen?¹ ²)             | чего? (wessen?)                |
| 3. Дательный (Dativ)           | кому? (wem?)                   | чему? (wem?)                   |
| 4. Винительный (Akkusativ)     | кого? (wen?¹)                  | что? (was?¹)                   |
| 5. Творительный (Instrumental) | кем? (mit wem?³)               | чем? (womit?³)                 |
| 6. Предложный (Präpositiv)     | (о)⁴ ком? (über wen?/von wem?) | (о)⁴ чём? (worüber?/wovon?)    |

Anmerkungen:
1. Für den russischen Akkusativ gilt, dass die Frage nach den belebten Nomen mit dem Genitiv übereinstimmt, für die unbelebten Nomen hingegen gleicht sie der Frage des Nominativs. Deswegen wird eine Frage (кого?) doppelt übersetzt, weil es im Deutschen für den Akkusativ eine eigenständige Frage „wen?“ gibt. Diese hat direkte Auswirkung auf die Deklination der Substantive und Adjektive.
2. Im Unterschied zur deutschen Sprache hat diese Frage ausschließlich objektive Bedeutung und keine possessive Bedeutung.
3. Im Sinne einer Anwendung etwa wie: „Mit wem wird der Trainer den verletzten Spieler ersetzen?“ und „Womit putzt du deine Brille?“
4. Den Präpositiv benutzt man nur in Verbindung mit bestimmten Präpositionen.

### Genus der Substantive
Das grammatische Geschlecht (russ. род) eines Substantivs kann in den meisten Fällen an der Endung erkannt werden.
Substantive, die auf einem harten Konsonanten enden, sind männlich. Substantive auf о, ё oder е sind bis auf wenige Ausnahmen sächlich.
Auf а oder я endende Substantive sind in aller Regel weiblich, mit zwei Ausnahmen:
1. Die zehn Substantive auf мя – darunter so gebräuchliche wie имя (Vor)name und время Zeit – sind sächlich.
2. Die zweite Ausnahme betrifft jene Personenbezeichnungen, bei denen das natürliche Geschlecht das grammatische dominiert: Wenn sich das Substantiv auf eine Person männlichen Geschlechts bezieht, ist auch das Substantiv männlich, anderenfalls weiblich. In diesem Fall ist also nur aus dem Kontext ersichtlich, welches Geschlecht das Substantiv hat; Beispiele: левша Linkshänder(in), коллега Kollege/Kollegin, судья Richter(in), глава in der Bedeutung Leiter(in), пьяница Trinker(in), бедняга armer Schlucker. Für die Deklination spielt das natürliche Geschlecht allerdings keine Rolle, d. h. männliche Substantive auf а/я werden genauso gebeugt wie weibliche (nämlich nach der zweiten Deklination, s. u.).

Substantive, die auf ein ь (Weichheitszeichen) enden, können männlich oder weiblich sein; die weiblichen sind aber klar in der Überzahl. Die Deklination bei weiblichen und männlichen Substantiven auf ь ist unterschiedlich (Beispiel: голубь Taube männlich; любовь Liebe weiblich). In Bezug auf das Geschlecht gelten folgende Regeln: Substantive, bei denen dem ь ein Zischlaut (= ж, ч, ш, щ) vorausgeht, sind weiblich (Bsp. ложь Lüge, печь Ofen). Ebenfalls weiblich sind alle unbelebten Substantive auf бь, вь, пь, сь, сть, знь sowie alle einsilbigen unbelebten auf ть. Ausnahme: путь Weg, das unregelmäßig dekliniert wird (im Instrumental Singular nach der I. Deklination, in allen anderen Kasus nach der III.) ist männlich.
Anzumerken ist, dass bestimmte weitere und häufig auftretende substantivische Suffixe Signalwirkung in Bezug auf das Geschlecht bzw. die Deklination haben, so z. B. Substantive mit -тель (писатель – der Schriftsteller/männlich, 1. Deklination weich) oder mit -ость (радость – die Freude/weiblich, 3. Deklination).
Lehnwörter (siehe auch unten) werden im Russischen in erster Linie nach ihrer Endung einem grammatischen Geschlecht bzw. einem Deklinationsmuster zugeordnet. Fremdwörter auf „a“ wie etwa „проблема“ (Problem) werden zumeist als Feminina behandelt, auch wenn das Ursprungsgeschlecht ein anderes ist, in diesem Fall Neutrum. Ähnliches gilt für ursprüngliche Feminina wie „Universität“ (Университет, im Russischen männlich). Auch lateinische Lehnwörter auf „-um“ werden, anders als im Polnischen, aufgrund ihrer konsonantischen Endung stets als Maskulina behandelt.
Gewisse Lehnwörter, deren Endungen zum Teil nicht in das System der russischen Sprache passen, wurden als sächliche undeklinierbare Substantive in die Sprache übernommen (z. B. Show шоу, Radio радио, Taxi такcи oder Metro метро).
Einen bestimmten oder unbestimmten Artikel gibt es im Russischen nicht.

### Regeln zur Schreibung der Deklinationsendungen der Substantive
Für die Schreibung (und infolgedessen auch die Aussprache) der Vokale in den Deklinationsendungen der Substantive (und auch der Adjektive) gelten bestimmte Regeln, je nachdem auf welchen Konsonanten der Stamm auslautet:
| Stammauslaut                                  | a | o                     | u | i | e |
| --------------------------------------------- | - | --------------------- | - | - | - |
| 1. auf harten Konsonanten (außer г,к,х;ж,ш,ц) | а | о                     | у | ы | е |
| 2. auf weichen Konsonanten (außer ч,щ)        | я | betont: ё unbetont: е | ю | и | е |
| 3. auf г,к,х                                  | а | о                     | у | и | е |
| 4. auf ж, ш, ч, щ                             | а | betont: о unbetont: е | у | и | е |
| 5. auf ц                                      | а | betont: о unbetont: е | у | ы | е |

### Deklination der Substantive (Singular)
Im Russischen unterscheidet man drei Deklinationstypen. Die I. Deklination gilt für männliche Substantive mit Nullendung und alle deklinierbaren sächlichen Substantive. Die II. Deklination gilt für männliche und weibliche Substantive mit Endung -а, -я, Die III. Deklination verwendet man für weibliche Substantive, die auf ь enden. Außerdem gibt es eine Sonderdeklination für sächliche Substantive, die auf мя enden (z. B. пламя Flamme, темя Scheitel) und noch zwei Wörter. Darüber hinaus gibt es eine spezielle Deklination für Substantive mit Endungen -ий, -ие, -ия.
Substantivierte Adjektive beugt man wie Adjektive.
Außerdem gibt es einige Substantive, die man nicht beugen soll.
Die Endungen entscheiden sich entsprechend den Fällen. Hier zwei Beispiele: Das männliche Substantiv стол – der Tisch (I. Deklination) und das weibliche Wort площадь – der Platz (III. Deklination) werden im Singular wie folgt gebeugt:
| Kasus (Падеж)     |        |          |
| ----------------- | ------ | -------- |
| 1. (Имени́тельный) | стол   | площадь  |
| 2. (Роди́тельный)  | стола  | площади  |
| 3. (Да́тельный)    | столу  | площади  |
| 4. (Вини́тельный)  | стол   | площадь  |
| 5. (Твори́тельный) | столом | площадью |
| 6. (Предло́жный)   | столе  | площади  |

Es gibt einige Unterschiede in der Deklination zwischen Wörtern, deren Stamm auf einen harten bzw. auf einen weichen Konsonanten auslauten. Siehe jeweilige Deklinationstabelle dazu.

#### I. Deklination
| Nominativ    | Maskulina ohne Endung mit einem harten Konsonanten am Ende und Neutrum mit -о | Maskulina ohne Endung mit einem weichen Konsonanten am Ende und Neutrum mit -е |
| Genitiv      | -а                                                                            | -я                                                                             |
| Dativ        | -у                                                                            | -ю                                                                             |
| Akkusativ    | ¹[Siehe Anmerkung unten]                                                      | ¹[Siehe Anmerkung unten]                                                       |
| Instrumental | -ом³                                                                          | -ем²³                                                                          |
| Präpositiv   | -е⁴                                                                           | -е⁴                                                                            |

- 1: Im Akkusativ haben die belebten männlichen Substantive die Form des Genitivs, die wenigen belebten neutralen die des Nominativs, und die unbelebten die des Nominativs (siehe Kasus)
- 2: Nach weichem Konsonanten wird bei Betonung ein ё geschrieben; unbetont ein е.
- 3: Russische männliche Familiennamen auf -ов (-ев), -ёв, -ин (-ын) haben im Instrumental die Endung -ым: Горбачёвым, Путиным.
- 4: Viele männliche einsilbige Substantive, deren Betonung bei Beugung auf die Endung fällt, haben im Sinne einer Adverbialbestimmung im Präpositiv die Endung -у.

Beispiele:
| Nominativ    | дом, mask. (das Haus); село́, neutr. (das Dorf) | конь, mask. (ein männliches Pferd); поле, neutr. (das Feld) |
| Genitiv      | дома, села                                     | коня, поля                                                  |
| Dativ        | дому, селу                                     | коню, полю                                                  |
| Akkusativ    | дом, село                                      | коня, поле                                                  |
| Instrumental | домом, селом                                   | конём, полем                                                |
| Präpositiv   | (о) доме, селе                                 | (о) коне, поле                                              |

#### II. Deklination
| Nominativ    | -a   | -я    |
| Genitiv      | -ы¹  | -и    |
| Dativ        | -е   | -е    |
| Akkusativ    | -у   | -ю    |
| Instrumental | -ой³ | -ей²³ |
| Präpositiv   | -е   | -е    |

- 1: Nach Zischlauten sowie г, к und х wird ein и geschrieben.
- 2: Nach einem weichen Konsonanten wird bei Betonung ein ё geschrieben; unbetont ein е.
- 3: Veraltete Formen -ою und -ею sind immer noch anzutreffen.

Beispiele:
| Nominativ    | пaпа, mask. (Papa) | заря, fem. (Morgen- bzw. Abendrot) |
| Genitiv      | папы               | зари                               |
| Dativ        | папе               | заре                               |
| Akkusativ    | папу               | зарю                               |
| Instrumental | папой              | зарёй                              |
| Präpositiv   | (о) папе           | (о) заре                           |

#### III. Deklination
| Nominativ    | -ь  |
| Genitiv      | -и  |
| Dativ        | -и  |
| Akkusativ    | -ь  |
| Instrumental | -ью |
| Präpositiv   | -и  |

Beispiel:
| Nominativ    | степь (die Steppe) |
| Genitiv      | степи              |
| Dativ        | степи              |
| Akkusativ    | степь              |
| Instrumental | степью             |
| Präpositiv   | о степи            |

#### Sonderdeklination (Разносклоняемые имена существительные)
Zur Sonderdeklination ordnet man zehn sächliche Substantive auf -мя: бремя (Last), время (Zeit), вымя (Euter), знамя (Fahne), имя (Name), пламя (Flamme), племя (Stamm), семя (Samen), стремя (Bügel), темя (Scheitel).
Sie werden folgendermaßen dekliniert:
| Nominativ    | -я  |
| Genitiv      | -и  |
| Dativ        | -и  |
| Akkusativ    | -я  |
| Instrumental | -ем |
| Präpositiv   | -и  |

a) Im Akkusativ ändert sich das Wort nicht.
b) In anderen grammatischen Fällen wird das Suffix -ен- vor der Endung hinzugefügt.
Beispiel:
| Nominativ    | имя        |
| Genitiv      | имени      |
| Dativ        | имени      |
| Akkusativ    | имя        |
| Instrumental | именем     |
| Präpositiv   | (об) имени |

Der Sonderdeklination kann man zwei weitere unregelmäßig deklinierte Nomen zurechnen: путь, mask. (Weg) und дитя, neutr. (Kind).
Die Deklination dieser Wörter:
| Nominativ    | путь     | дитя       |
| Genitiv      | пути     | дитяти     |
| Dativ        | пути     | дитяти     |
| Akkusativ    | путь     | дитяти     |
| Instrumental | путём    | дитятею    |
| Präpositiv   | (о) пути | (о) дитяти |

#### Deklination der Nomen auf -ий, -ие, -ия
Männliche Nomen auf -ий, sächliche Substantive auf -ие und weibliche auf -ия beugt man wie folgt:
| Nominativ    | -ий     | -ие | -ия  |
| Genitiv      | -ия     | -ия | -ии  |
| Dativ        | -ию     | -ию | -ии  |
| Akkusativ    | -ий/-ия | -иe | -ию  |
| Instrumental | -ем     | -ем | -ией |
| Präpositiv   | -ии     | -ии | -ии  |

Beispiele:
| Nominativ    | магний, mask. (Magnesium) | терпе́ние, neutr. (Geduld) | мо́лния, fem. (Blitz) |
| Genitiv      | магния                    | терпе́ния                  | молнии               |
| Dativ        | магнию                    | терпе́нию                  | молнии               |
| Akkusativ    | магний                    | терпе́ниe                  | молнию               |
| Instrumental | магнием                   | терпе́нием                 | молнией              |
| Präpositiv   | (о) магнии                | (о) терпе́нии              | (о) молнии           |

### Plural der Substantive

#### Bildung
1. In der II. und III. Deklination bildet man den Plural auf einheitliche Weise durch die Endungen -ы oder -и. Die Endung -и setzt man nach Zischlauten sowie г, к und х. Die Endung -ы benutzt man in anderen Fällen.
2. Alle sächlichen Nomen auf -о, -е haben jeweils die Endung -а, -я im Plural.
3. Männliche Substantive aus der I. Deklination haben im Plural hauptsächlich die Endungen -и, -ы.
  1. Neben dieser Form gibt es für manche Nomen auch eine zweite Form mit -а. Das sind Substantive auf -ер, -ор, die meistens einen Beruf bezeichnen. Sie sind oft in der Fachsprache als Sammelbegriff für den Beruf anzutreffen, z. B. Инженера́ на на́шем предприя́тии высоко́ опла́чиваются. Der Gebrauch der üblichen Form auf -ы ist in diesem Fall auch möglich.
  2. Für das Wort дом (Haus) ist die Endung -а (дома) die einzig richtige.
4. Bei männlichen Substantiven auf -ин wird das Suffix -ин mit der Endung -е ersetzt.

#### Deklination
Im Plural werden alle Nomen fast einheitlich dekliniert. Die Unterschiede betreffen nur den Genitiv.
| Nominativ    | -и, -я             | -ы, -а             | -е                 |
| Dativ        | -ям                | -ам                | -ам                |
| Akkusativ    | s. Anmerkung unten | s. Anmerkung unten | s. Anmerkung unten |
| Instrumental | -ями               | -ами               | -ами               |
| Präpositiv   | -ях                | -ах                | -ах                |

Im Akkusativ haben die belebten Substantive die Form des Genitivs und die unbelebten die des Nominativs.
Deklination des Plurals im Genitiv:
| Kategorie | I. Dekl., Maskulina mit einem harten Konsonanten bzw. mit dem weichen „й“ am Ende | II. Dekl. und Neutra auf -о, I. Dekl. Mask. auf -ин | III. Dekl., I. Dekl. Mask. mit einem weichen Konsonanten am Ende; Neutra auf -e |
| Genitiv   | -ов, -ев                                                                          | Ø                                                   | -ей                                                                             |

Ø steht für die Nullendung.
Beispiele:
| Singular     | вор (Dieb), гений (Genie), музей (Museum) | лампа (Lampe), село (Dorf, Kirchdorf) | роль (Theaterrolle), конь (Pferd), море (Meer) | крестьянин (Bauer) |
| Nominativ    | воры, гении, музе́и                        | лампы, сёла                           | роли, кони, моря́                               | крестьяне          |
| Genitiv      | воров, гениев, музеев                     | ламп, сёл                             | ролей, коней, морей                            | крестьян           |
| Dativ        | ворам, гениям, музеям                     | лампам, сёлам                         | ролям, коням, морям                            | крестьянам         |
| Akkusativ    | воров, гениев, музеи                      | лампы, сёла                           | роли, коней, моря                              | крестьян           |
| Instrumental | ворами, гениями, музеями                  | лампами, сёлами                       | ролями, конями, морями                         | крестьянами        |
| Präpositiv   | о ворах, о гениях, о музеях               | о лампах, сёлах                       | о ролях, конях, морях                          | о крестьянах       |

### Die nicht deklinierbaren Nomen
In der russischen Sprache werden folgende Gruppen der Substantive weder in Zahl noch in Kasus gebeugt:
- Substantive fremdsprachlicher Herkunft auf -у, -и, und betontes -е, -о, -а.
- Geografische Namen auf -у, -и, -е, -о
- Personennamen fremdsprachlicher Herkunft auf -у, -и, -е, -о und betontes -а.
- Feminina fremdsprachlicher Herkunft, die mit einem harten Konsonanten enden.
- Familiennamen auf -ово, -аго, -яго, -ых, -их und -ко.

## Pronomen

### Personalpronomen
In der folgenden Tabelle werden Personalpronomen und ihre Deklination dargestellt.
| Singular     | 1. Person       | 2. Person       | 3. Person                      |
| ------------ | --------------- | --------------- | ------------------------------ |
| Nominativ    | я (ich)         | ты (du)         | он (er) + оно (es) / она (sie) |
| Genitiv      | (у) меня        | (у) тебя        | его (у него) / её (у неё)      |
| Dativ        | (ко) мне        | (к) тебе        | ему (к нему) / ей (к ней)      |
| Akkusativ    | (на) меня       | (на) тебя       | его (на него) / её (на неё)    |
| Instrumental | (со) мной (-ою) | (с) тобой (-ою) | им (с ним) / ей (с ней)        |
| Präpositiv   | (обо) мне       | (о) тебе        | (о нём) / (о ней)              |
| Plural       |                 |                 |                                |
| Nominativ    | мы (wir)        | вы (ihr)        | они (sie)                      |
| Genitiv      | (у) нас         | (у) вас         | их (у них)                     |
| Dativ        | (к) нам         | (к) вам         | им (к ним)                     |
| Akkusativ    | (на) нас        | (на) вас        | их (на них)                    |
| Instrumental | (с) нами        | (с) вами        | ими (с ними)                   |
| Präpositiv   | (о) нас         | (о) вас         | (о них)                        |

Anmerkungen:
1. Nach Präpositionen wird den Formen der 3. Pers.Sg. und Pl. ein н- vorgesetzt (es sei denn, sie werden als Possessivpronomen gebraucht [s. u.]): него, неё, них etc.
2. Konsonantisch auslautenden Präpositionen wird vor мне und мной ein -о angehängt (z. B.: со мной). Vor мне nimmt die Präposition о die Form обо мне an.
3. Die Höflichkeitsform Вы beugt man wie вы.

### Possessivpronomen
Im Russischen gibt es folgende Possessivpronomen:
|          | 1. Person   | 2. Person   | 3. Person                        |
| Singular | мой (mein)  | твой (dein) | его (sein), её (ihr), его (sein) |
| Plural   | наш (unser) | ваш (euer)  | их (ihr)                         |

Daneben gibt es noch das Pronomen свой, das, auf Subjekt bezogen, für alle drei Personen des Singulars und Plurals gebraucht wird. (s. u.).
Z. B.:
- Люблю свою жену = „ich liebe meine Frau“;
- Люблю его жену = „ich liebe seine Frau“;
- Он любит свою жену = Er liebt seine (eigene) Frau;
- Он любит его жену = Er liebt seine Frau (= die Frau eines anderen Manns).

#### Deklination der Possessivpronomen
Die Possessivpronomen werden ähnlich wie Adjektive dekliniert (s. u.). мой, твой, свой und наш, ваш werden jeweils nach demselben Muster dekliniert:
| 1. Pers. Singular | Singular    | Singular    | Singular | Plural            |
| 1. Pers. Singular | männl.      | sächl.      | weibl.   | alle Geschlechter |
| ----------------- | ----------- | ----------- | -------- | ----------------- |
| Nominativ         | мой (mein)  | моё         | моя      | мои               |
| Genitiv           | моего       | моего       | моей     | моих              |
| Dativ             | моему       | моему       | моей     | моим              |
| Akkusativ         | мой/моего   | моё/моего   | мою      | мои/моих          |
| Instrumental      | моим        | моим        | моей     | моими             |
| Präpositiv        | о моём      | о моём      | о моей   | моих              |
| 1. Pers. Plural   |             |             |          |                   |
| Nominativ         | наш (unser) | наше        | наша     | наши              |
| Genitiv           | нашего      | нашего      | нашей    | наших             |
| Dativ             | нашему      | нашему      | нашей    | нашим             |
| Akkusativ         | наш/нашего  | наше/нашего | нашу     | наши/наших        |
| Instrumental      | нашим       | нашим       | нашей    | нашими            |
| Präpositiv        | о нашем     | о нашем     | о нашей  | наших             |

Ist ein Possessivpronomen Teil des Subjektes, darf kein свой verwendet werden- свой steht also niemals im Nominativ:
Иван и его брат Владимир
Die Pronomen der 3. Person (его, её, его, их), die eigentlich lediglich Genitivformen der Personalpronomen sind, werden nicht dekliniert.

#### Gebrauch der Possessivpronomen
I. мой, твой, наш, ваш
II. его, её, их
III. свой

## Adjektive ([имена] прилагательные)

### Arten von Adjektiven
Im Russischen unterscheidet man zwei Hauptgruppen von Adjektiven:
I. Qualitative Adjektive: Darunter versteht man Adjektive, die eine direkte Eigenschaft ausdrücken, die in stärkerem oder schwächerem Maß auftreten kann und einen Vergleich zulässt (z. B.: старая книга – das alte Buch).
II. Bezügliche (relative) Adjektive: Sie drücken Eigenschaften aus, indem sie eine Beziehung zu dem Gegenstand oder Begriff herstellen, von dem sie abgeleitet sind (z. B.: пожарная команда – Feuerwehr). Im Deutschen werden derartige Beziehungen oft durch zusammengesetzte Substantive ausgedrückt (vgl. Beispiel oben). Besondere Gruppen innerhalb der bezüglichen Adjektive sind:
a) die Gattungsadjektive, die die Zugehörigkeit zu einer bestimmten Gruppe von Lebewesen ausdrücken (z. B.: птичий голос – Vogelstimme).
b) die Possessivadjektive, die in vielen Fällen ein persönliches Besitzverhältnis ausdrücken und meist von Personennamen oder Substantiven, die Personen bezeichnen, gebildet werden (z. B.: отцов дом – das Haus des Vaters).
Die mit Gattungsadjektiven und Possessivadjektiven ausgedrückten Beziehungen lassen sich in den meisten Fällen durch den Gebrauch des dem Adjektiv entsprechenden Substantivs im Genitiv wiedergeben (z. B.: голос птицы; дом отца).
| Merkmale            | Qualitative Adjektive                          | Bezügliche Adjektive            |
| Formen (s. u.)      | Lang- und Kurzform                             | nur Langform; immer abgeleitet  |
| Steigerungsstufen   | Positiv, Komparativ, Superlativ                | nur Positiv                     |
| Verbindbarkeit      | mit Adverbien des Grades (z. B.: очень – sehr) | verbinden sich nicht mit diesen |
| Ableitungsgrundlage | für Adverbien                                  | -                               |

### Langformen der Adjektive

#### Deklination der Langformen
Man unterscheidet zwischen Adjektiven mit einem harten und einem weichen Stammauslaut.
Im Akkusativ Plural sowie im Akkusativ männlicher und sächlicher Substantive ist die Endung vom unbelebten (Nominativ) und belebten (Genitiv) Beziehungswort abhängig.
Für die Schreibung der Vokale in den Endungen gelten dieselben Regeln wie bei der Deklination der Substantive.
I. Harter Stammauslaut:
| Singular     | männlich     | sächlich | weiblich |
| Nominativ    | -ый/-ой      | -ое      | -ая      |
| Genitiv      | -ого         | -ого     | -ой      |
| Dativ        | -ому         | -ому     | -ой      |
| Akkusativ    | -ый/-ой/-ого | -ое      | -ую      |
| Instrumental | -ым          | -ым      | -ой      |
| Präpositiv   | -ом          | -ом      | -ой      |

| Plural       | alle Geschlechter |
| Nominativ    | -ые               |
| Genitiv      | -ых               |
| Dativ        | -ым               |
| Akkusativ    | -ые/-ых           |
| Instrumental | -ыми              |
| Präpositiv   | -ых               |

Männliche Adjektive enden im Singular auf ой, wenn diese Endung betont wird (z. B. большой – groß). Nach Zischlauten sowie г, к und х wird statt ы ein и geschrieben.
II. Weicher Stammauslaut:
| Singular     | männlich | sächlich | weiblich |
| Nominativ    | -ий      | -ее      | -яя      |
| Genitiv      | -его     | -его     | -ей      |
| Dativ        | -ему     | -ему     | -ей      |
| Akkusativ    | -ий/-его | -ее      | -юю      |
| Instrumental | -им      | -им      | -ей      |
| Präpositiv   | -ем      | -ем      | -ей      |

| Plural       | alle Geschlechter |
| Nominativ    | -ие               |
| Genitiv      | -их               |
| Dativ        | -им               |
| Akkusativ    | -ие/-их           |
| Instrumental | -ими              |
| Präpositiv   | -их               |

Die darauffolgende Liste enthält die meist-benutzten Adjektiven mit weicher Stammslaut:
| Adjektivform (m.s) | Bedetung                                  | Nom. m. | Nom. n. | Nom. f. | Nom. pl. |
| ------------------ | ----------------------------------------- | ------- | ------- | ------- | -------- |
| осенний            | "herbstlicher"                            | -ий     | -ее     | -яя     | -ие      |
| зимний             | "wintriger"                               | -ий     | -ее     | -яя     | -ие      |
| весенний           | "frülinglicher"                           | -ий     | -ее     | -яя     | -ие      |
| летний             | "sommerlicher"                            | -ий     | -ее     | -яя     | -ие      |
| вечерашний         | "gestriger"                               | -ий     | -ее     | -яя     | -ие      |
| сегоняшний         | "heutiger"                                | -ий     | -ее     | -яя     | -ие      |
| завтрашний         | "morgiger"                                | -ий     | -ее     | -яя     | -ие      |
| верхний            | "oberer"                                  | -ий     | -ее     | -яя     | -ие      |
| нижний             | "unterer"                                 | -ий     | -ее     | -яя     | -ие      |
| передний           | "frontlicher"                             | -ий     | -ее     | -яя     | -ие      |
| средний            | "durchschnittlicher"                      | -ий     | -ее     | -яя     | -ие      |
| задниий            | "hinterer"                                | -ий     | -ее     | -яя     | -ие      |
| дальний            | "weiterer"                                | -ий     | -ее     | -яя     | -ие      |
| ближний            | "naher"                                   | -ий     | -ее     | -яя     | -ие      |
| утренний           | "morgiger"                                | -ий     | -ее     | -яя     | -ие      |
| вечерний           | "abendlicher"                             | -ий     | -ее     | -яя     | -ие      |
| ранний             | "früher"                                  | -ий     | -ее     | -яя     | -ие      |
| поздний            | "später"                                  | -ий     | -ее     | -яя     | -ие      |
| давний             | "alter"                                   | -ий     | -ее     | -яя     | -ие      |
| тогдашний          | "früher" (aus einer bestimmten Zeitpunkt) | -ий     | -ее     | -яя     | -ие      |
| прежний            | "ehemaliger"                              | -ий     | -ее     | -яя     | -ие      |
| соседний           | "benachbarter"                            | -ий     | -ее     | -яя     | -ие      |
| домашний           | "heimer"                                  | -ий     | -ее     | -яя     | -ие      |
| внутренний         | "innerer"                                 | -ий     | -ее     | -яя     | -ие      |
| внешний            | "ausserer"                                | -ий     | -ее     | -яя     | -ие      |
| крайний            | "extremer"                                | -ий     | -ее     | -яя     | -ие      |
| последний          | "letzter"                                 | -ий     | -ее     | -яя     | -ие      |
| нынешний           | "aktueller"                               | -ий     | -ее     | -яя     | -ие      |
| теперешний         | "aktueller" (von Heute)                   | -ий     | -ее     | -яя     | -ие      |
| древний            | "uralter"                                 | -ий     | -ее     | -яя     | -ие      |
| прошлогодний       | "vom letzten Jahr"                        | -ий     | -ее     | -яя     | -ие      |
| новогодний         | "neujahriger"                             | -ий     | -ее     | -яя     | -ие      |
| пятилетний         | "fünfjähriger"                            | -ий     | -ее     | -яя     | -ие      |
| трёхлетний         | "dreijähriger"                            | -ий     | -ее     | -яя     | -ие      |
| здешний            | "lokaler"                                 | -ий     | -ее     | -яя     | -ие      |
| тамошний           | "örtlicher"                               | -ий     | -ее     | -яя     | -ие      |
| постороний         | "aussenseiter"                            | -ий     | -ее     | -яя     | -ие      |
| односторонний      | "einseitiger"                             | -ий     | -ее     | -яя     | -ие      |
| разностороний      | "multilateraler"                          | -ий     | -ее     | -яя     | -ие      |
| многосторонний     | "vielseitiger"                            | -ий     | -ее     | -яя     | -ие      |
| синий              | "blauer"                                  | -ий     | -ее     | -яя     | -ие      |
| искрений           | "aufrichtiger"                            | -ий     | -ее     | -яя     | -ие      |
| лишниий            | "unnötiger"                               | -ий     | -ее     | -яя     | -ие      |

### Kurzformen der Adjektive

#### Bildung der Kurzformen
Kurzformen können nur von Qualitätsadjektiven gebildet werden, jedoch nicht von allen.
In einigen Fällen haben die Kurzformen eine eigenständige Bedeutung entwickelt und werden prädikative Adjektive genannt. Von einer kleinen Anzahl Adjektive existieren nur noch die Kurzformen.
Um die Kurzform eines Adjektivs zu bilden, muss man die Endung (-ый/-ой,-ое,-ая bzw. -ий,-ее,-яя) abstreichen und durch folgende Endungen ersetzen:
| Singular             | männlich | weiblich | sächlich |
| harter Stammauslaut  | -        | -а       | -о       |
| weicher Stammauslaut | -ь       | -я       | -е       |

| Plural               | alle Geschlechter |
| harter Stammauslaut  | -ы                |
| weicher Stammauslaut | -и                |

Nach Zischlauten sowie г, к und х wird statt ы ein и geschrieben.
Bei der Bildung der männlichen Singularform gilt es jedoch einige Besonderheiten zu beachten:
I. Lautet der Stamm in der Langform auf zwei Konsonanten aus und ist der letzte ein к oder ein н, wird zur leichteren Aussprache in der männlichen Kurzform im Singular oft ein flüchtiges -о- oder -е- bzw. -ё- (in betonter Stellung) eingeschoben. Dabei tritt -о- vor к nach vorausgehendem harten Konsonanten (außer ш und ж) ein, -е-/-ё- in allen anderen Fällen. Es existieren jedoch Ausnahmen zu dieser Verteilung, z. B. голодный (hungrig) -- голоден.
II. Manchmal findet auch bei Stammauslaut auf -р oder -л ein Vokaleinschub statt.
III. Die Adjektive auf -нный enden in der männlichen Singularform entweder auf -нен oder -ен.

### Steigerung

#### Bildung des Komparativs
Der zusammengesetzte Komparativ wird gebildet, indem man das unveränderliche более (mehr) bzw. менее (weniger) vor ein Adjektiv im Positiv setzt, z. B. более старый (älter), менее старый (weniger alt). Dabei stimmt das Adjektiv mit dem Beziehungswort überein. Die Adjektive auf -ский bilden nur zusammengesetzte Komparativformen.
Der einfache Komparativ wird vom Adjektivstamm durch Anfügung der Endungen -ее (umgangssprachlich auch -ей), -е, -ше gebildet. Die meisten Adjektive bilden den einfachen Komparativ -ее, -ей, z. B.: красивый/красив – красивее/красивей (schön – schöner). Bei Adjektiven, deren Stamm auf -г, -к, -х, -д, -т, -ст auslautet, wird meist -е an den Stamm angefügt, wobei zusätzlich ein Konsonantenwechsel (г/д – ж; к/т – ч; х – ш; ст – щ) eintritt. Außerdem gibt es eine kleine Zahl von Adjektiven, die unregelmäßige Komparativformen mithilfe der Endung -ше bilden, wie z. B.: xороший/хорош – лучший/лучше (gut – besser); маленький (малый) – меньше (klein – kleiner); старый/стар – старший/старше (alt – älter). Auch einige andere Adjektive bilden unregelmäßige einfache Komparativformen. Besonders bei zweisilbigen Adjektiven wechselt die Betonung oft von der ersten auf die zweite Silbe: сильный/силён – сильнéе (сильнéй) (stark – stärker).
Eine besondere Gruppe von Adjektiven bildet neben den normalen Komparativformen deklinierbare Langformen auf -ший (z. B.: старый/стар – старший/старше – alt – älter oder am ältesten), die wie Adjektive dekliniert werden und auch als Superlativ gebraucht werden können. Diese treten zumeist nur in feststehenden Wendungen oder Begriffen auf.
Durch die Vorsilbe по- kann man den Komparativ abschwächen (z. B.: поменьше – etwas kleiner).

#### Gebrauch des Komparativs
Die zusammengesetzten Komparativformen werden hauptsächlich attributiv gebraucht, können aber auch prädikativ verwendet werden. Von den einfachen Formen werden meist nur die deklinierbaren Langformen attributiv verwendet. Die einfachen unveränderlichen Formen werden in der Regel nur als Prädikat verwendet (Er ist älter. – Он старше.).
Den Vergleich durch „als“ kann man im Russischen auf zwei Arten ausdrücken:
a) durch чем + Nominativ bei zusammengesetzten Formen sowie bei einfachen Formen, wenn das Vergleichswort nicht dekliniert werden kann (z. B.: Infinitiv).
b) durch den Genitiv des Vergleichswortes bei einfachen Komparativformen.

#### Bildung des Superlativs
Der zusammengesetzte Superlativ wird gebildet
a) indem man самый (aller-, ganz) oder gelegentlich auch наибoлее vor ein Adjektiv im Positiv setzt, z. B.: самый старый ([aller-]ältester). Dabei stimmen das Adjektiv und самый (das wie ein ganz normales Adjektiv dekliniert wird) mit dem Beziehungswort überein.
b) indem man die einfache Komparativform mit dem nachgestellten Genitiv всех bzw. всего (als alle bzw. als alles) verbindet, wie z. B.: красивее всех/всего (am schönsten). Dabei wird всех nur beim Vergleich zählbarer Personen und Gegenstände gebraucht.
Der einfache Superlativ wird durch das Anfügen des Suffixes -ейший bzw. -айший an den Adjektivstamm gebildet, z. B.: старейший (ausgesprochen alt). -айший wird angefügt, wenn der Adjektivstamm auf -г/-к/-х auslautet, wobei ein Konsonantenwechsel eintritt (г – ж; к – ч; х – ш).
Die Verbindung von наи- am Wortanfang und einfachem Superlativ bei einigen Adjektiven ist vergleichbar mit dem deutschen aller-, wie z. B. наилучший – „allerbester“.

#### Gebrauch des Superlativs
Die mit самый zusammengesetzten Superlativformen benutzt man vorwiegend attributiv, manchmal auch prädikativ. Die mit всех bzw. всего zusammengesetzten Superlativformen hingegen werden ausschließlich prädikativ verwendet. Die Formen auf -ейший bzw. -айший werden als Superlativ vorzugsweise in der Schriftsprache und fast nur attributiv gebraucht.
Die einfachen Superlativformen werden vor allem als Elativ (den es im Deutschen nicht gibt, in der Bedeutung etwa vergleichbar mit vorangestelltem „hoch“ oder „ausgesprochen“) verwendet, selten auch die Formen mit самый.

## Verben (глаголы)

### Aspekt (вид)
Ein wesentliches Kennzeichen ist die Bedeutung des Aspekts einer Tätigkeit, der – vereinfacht gesagt – ausdrückt, ob der Schwerpunkt bei der Beschreibung der Tätigkeit auf dieser selbst („unvollendet“, russ. несовершенный вид) oder ihrer Fertigstellung liegt („vollendet“, russ. совершенный вид). Es handelt sich dabei nicht um eine Unterscheidung wie zwischen den englischen -ing-Formen (unvollendet) und den sonstigen Formen (vollendet), da der konjugierte vollendete Aspekt im Russischen oft eine Zukunftsform impliziert (он это сделает – dt. er wird es gemacht haben vgl. он это делает – dt. er macht es). Im Infinitiv könnte z. B. sprechen (unvollendet)/sagen (vollendet) als deutsche Analogie gelten.
Der vollendete Aspekt wird gebildet:
- durch Anfügen eines Präfixes an das Verb im unvollendeten Aspekt (z. B. делать (unvollendet) – сделать (vollendet), dt. machen)
- durch Stammerweiterung (z. B. понять (vollendet) – понимать (unvollendet), dt. verstehen)
- durch Verwendung eines völlig anderen Verbs (z. B. брать (unvollendet) – взять (vollendet), dt. nehmen)

### Infinitiv- und Präsensstamm
Im Russischen (wie auch in anderen Slawischen Sprachen) können die unterschiedlichen Formen eines Verbs vereinfacht beschrieben werden, wenn man sie sich von zwei theoretischen Grundformen abgeleitet denkt: dem Infinitivstamm und dem Präsensstamm. Den Infinitivstamm erhält man in der Regel, indem man vom Infinitiv die Endung -ть bzw. -ти wegstreicht. In manchen Fällen lässt sich jedoch die Endung des sprachtheoretischen Infinitivstamms nicht eindeutig am Infinitiv allein ablesen. So kann beispielsweise ein Infinitiv auf -с-ть oder -с-ти zu einem Infinitivstamm auf -д-, -т- oder -б- gehören, z. B. грести/греб- (rudern). Auch Infinitive mit der Endung -чь müssen gesondert betrachtet werden (s. u.). Den Präsensstamm erhält man, wenn man von der 3. Pers. Pl. des Präsens (unvo.) bzw. des vollendeten Futurs (vo.) die Personalendung -ут/-ют bzw. -ат/-ят wegstreicht (s. u.). Bei zahlreichen Verben stimmen Infinitiv- und Präsensstamm überein, z. B. bei делать (machen). Es sei im Übrigen angemerkt, dass es neben dieser traditionellen Zwei-Stamm-Beschreibung von russischen Verben auch andere Konzepte gibt, die mit nur einem theoretisch konstruierten Verbstamm alle Verbformen durch mehr oder weniger komplexe Bildungsregeln darstellen, z. B. пьй- zu пить (trinken) [Jakobson 1948 u. a.].

#### I. Vom Infinitivstamm werden gebildet
1. der Infinitiv
2. das Präteritum
3. der Konjunktiv
4. die Partizipien des Präteritums
5. das Adverbialpartizip/Gerundium auf -в(ши), -ши.

#### II. Vom Präsensstamm werden gebildet
1. das Präsens unvollendeter Verben und das Futur vollendeter Verben
2. der Imperativ
3. die Partizipien des Präsens
4. das Adverbialpartizip/Gerundium auf -а, -я.

### Infinitiv
Der Infinitiv russischer Verben wird mithilfe der Endung -ть bzw. -ти gebildet, die an den Infinitivstamm angefügt wird. Dabei gilt:

#### I. für vokalisch auslautende Infinitivstämme
Bildung des Infinitivs durch die Endung -ть.

#### II. für konsonantisch auslautende Infinitivstämme
Die Bildung des Infinitivs geschieht für gewöhnlich durch die Endung -ти, manchmal auch durch -ть.
Endet der konsonantisch auslautende Infinitivstamm auf -д/-т/-б, wird dieser Konsonant vor dem -т- für gewöhnlich zu -с-.
Endet der konsonantisch auslautende Infinitivstamm auf -г/-к, verschmilzt dieser Konsonant mit der Infinitivendung zu -чь.

### Konjugation im Präsens und im Futur
Man unterscheidet im Präsens und im vollendeten Futur zwei Konjugationen, die 1. oder e-Konjugation und die 2. oder i-Konjugation (benannt nach den Kennvokalen der Personalendungen).

#### 1. oder e-Konjugation
|          | Singular   | Plural       |
| -------- | ---------- | ------------ |
| 1. Pers. | -у bzw. -ю | -ем          |
| 2. Pers. | -ешь       | -ете         |
| 3. Pers. | -ет        | -ут bzw. -ют |

Anmerkungen:
1. -у und -ут stehen bei Verben mit einem Präsensstamm auf einen Konsonanten, -ю und -ют bei Verben mit einem Präsensstamm auf einen Vokal.
2. Ist die Endung betont, steht ё für е: -ёшь, -ёт, -ём, -ёте.
3. Bei der Konjugation der Verben mit dem Suffix -oва-/-ева- wird dieses Suffix bei der Konjugation in allen Personen durch -у- ersetzt.

#### 2. oder i-Konjugation
|          | Singular   | Plural       |
| -------- | ---------- | ------------ |
| 1. Pers. | -ю bzw. -у | -им          |
| 2. Pers. | -ишь       | -ите         |
| 3. Pers. | -ит        | -ят bzw. -ат |

Anmerkungen:
-у und -ат stehen nur nach Zischlauten (ч, щ, ш, ж) im Auslaut des Präsensstammes, sonst nie.

#### Faustregeln für die Aufteilung der Verben nach e- und i-Konjugation
I. Nach der i-Konjugation werden gebeugt:
a) Alle Verben auf -ить außer брить, стелить, зиждиться, зыбиться, почить, бить, вить, лить, пить, шить, гнить, жить, ушибить, ошибиться
b) 11 Ausnahmeverben auf -ать und -еть: гнать, держать, слышать, дышать, смотреть, видеть, ненавидеть, терпеть, обидеть, вертеть, зависеть
II. Nach der e-Konjugation werden gebeugt:
a) Alle anderen Verben (inklusive брить, стелить, зиждиться, зыбиться, почить, бить, вить, лить, пить, шить, гнить, жить, ушибить, ошибиться)

#### Konsonantwechsel
Bei der Bildung des Präsens bzw. des vollendeten Futurs findet sich bei konsonantisch auslautendem Präsensstamm häufig ein Konsonantenwechsel. Dieser erfolgt nach folgenden Regeln:
1. г/д/з werden zu ж
2. к wird zu ч
3. т wird zu ч oder щ
4. с/х werden zu ш
5. ск/ст werden zu щ
6. б/п/в/ф/м werden jeweils zu бл/пл/вл/фл/мл

Der Konsonantenwechsel tritt folgendermaßen auf:
1. Bei den Verben der i-Konjugation erfolgt er nur in der 1. Pers. Sg.
2. Bei den Verben auf -ать der e-Konjugation erfolgt er in sämtlichen Personen sowohl des Singulars als auch des Plurals.
3. Bei den Verben auf -чь in der 2. und 3. Pers. Sg. und in der 1. und 2. Pers. Pl.

#### Unregelmäßige Verben
1. Vom Hilfsverb быть (sein) verwendet man im Präsens nur die Formen der 3. Pers., wobei allerdings суть ungebräuchlich ist und есть nur für Konstruktionen mit der Bedeutung haben (s. u.) verwendet wird. Sie wurden früher häufiger verwendet, etwa im 19. Jahrhundert, werden aber im modernen Russisch nicht mehr verwendet. Die nach dem Muster der e-Konjugation gebildeten Formen haben Futurbedeutung und werden v. a. zur Bildung des unvollendeten Futurs benutzt (s. u.).
| Präsens  | Singular | Plural |
| -------- | -------- | ------ |
| 1. Pers. | есмь     | есмы   |
| 2. Pers. | еси      | есте   |
| 3. Pers. | есть     | суть   |

| Futur    | Singular  | Plural    |
| -------- | --------- | --------- |
| 1. Pers. | я буду    | мы будем  |
| 2. Pers. | ты будешь | вы будете |
| 3. Pers. | он будет  | они будут |

2. Das wichtigste unregelmäßige Verb ist хотеть (wollen, mögen).
| хотеть (wollen, mögen) | Singular  | Plural    |
| ---------------------- | --------- | --------- |
| 1. Pers.               | я хочу    | мы хотим  |
| 2. Pers.               | ты хочешь | вы хотите |
| 3. Pers.               | он хочет  | они хотят |

### Präsens (настоящее время)
Der unvollendete Aspekt ist die einzige Form, die für die Gegenwartsformen (Präsens) benutzt werden kann. Ein unvollendetes Verb, das im Präsens konjugiert wird, drückt also aktuelle Geschehnisse aus.
Что ты делаешь? – Was machst du (gerade)?

### Futur (будущее время)
Wird ein vollendetes Verb im Präsens konjugiert, dann drückt es eine vollendete Handlung in der Zukunft, d. h. vollendetes Futur, aus (ähnlich dem deutschen Futur II):
Что ты сделаешь? – Was wirst du machen/tun? (vollendet, im Sinne „gemacht haben“)
Neben dieser Form des einfachen Futurs gibt es noch die zusammengesetzte Form, die mit Hilfe des konjugierten Verbs быть = sein/werden und dem Infinitiv des unvollendeten Verbes gebildet wird – analog der deutschen Bildungsweise.
Что ты будешь делать? – Was wirst du machen? (unvollendet)

### Präteritum (прошедшее время)
Es gibt nur eine Vergangenheitsform, die als Präteritum bezeichnet wird. Auch für diese können beide Aspekte eingesetzt werden, wobei wieder je nach verwendeter Verbform zwischen einer vollendeten und einer unvollendeten Handlung unterschieden wird.
Das Präteritum unterscheidet zwischen der 1., 2. und 3. Person nur durch das verwendete Personalpronomen, dafür wird aber zwischen Singular und Plural und im Singular auch zwischen den Geschlechtern unterschieden. Das Präteritum wird in der Regel gebildet, indem man einfach die Infinitivendung durch -л (männlich), -ла (weiblich), -ло (sächlich), -ли (Plural) ersetzt. Diese Verbform war ursprünglich ein Partizip, vgl. das L-Partizip im Tschechischen und Polnischen.
- unvollendet:

я делал/-ла/-ло  = ich machte (männlich/weiblich/sächlich)

ты делал/-ла/-ло  = du machtest (männlich/weiblich/sächlich)

oн делал  = er machte (männlich)

она делала  = sie machte (weiblich)

оно делало  = es machte (sächlich)

мы делали  = wir machten

вы делали  = ihr machtet

они делали  = sie machten
- vollendet:

я сделал/-ла/-ло  = ich habe gemacht (männlich/weiblich/sächlich)

… usw. (analog zu unvollendet)

### Perfekt
In verhältnismäßig vielen russischen Dialekten (z. B. den Pskower und Novgoroder Mundarten, der belarussischen Varietät des Russischen, der Mundart der Lipovaner – im Gegensatz zur Schriftsprache) gibt es zusätzlich eine Reihe von Perfekt-Tempora, die mit prädikativen Transgressivformen (Aktiv) oder unpersönlichen Partizipien (Passiv) gebildet werden, z. B. отец уже пришедши (der Vater ist schon gekommen), здесь у вилков хожено (hier sind Wölfe herumgelaufen).

### Transitivität
Wie in vielen europäischen Sprachen, werden auch im Russischen transitive und intransitive Verben unterschieden. Diese Eigenschaft ist maßgeblich für Bildung einiger Partizipien.

### Partizipien (причастия)
Partizipien haben sowohl Eigenschaften von Verben als auch von Adjektiven. Es gibt vier Partizipienformen im Russischen:
- Partizip Präsens Aktiv: wird gebildet von der unvollendeten Verbform durch Einschub des Suffixes -ющ-/-ущ- bzw. -ящ-/-ащ-.
- Partizip Präsens Passiv: durch Einschub von -ем-/-им-/-ом-
- Partizip Präteritum Aktiv: durch Einschub von -вш-/-ш-
- Partizip Präteritum Passiv: durch Einschub von -нн-, bzw. -енн-/-ённ- oder -т-. Für das PPP gibt es auch eine Kurzform.

Zudem verfügt die russische Sprache über sogenannte Adverbialpartizipien (деепричастия), einer Wortart, welche Merkmale von Verben und Adverbien aufweist. Sie werden für Adverbialbestimmungen im Satz gebraucht.

### Die Verben sein und haben
Das Verb быть im Sinne von „sein“ wird im Russischen nur in der Vergangenheit und der Zukunft konjugiert. Im Präsens wird es heute (außer in manchen Fällen in der 3. Person Sg.: есть) einfach ausgelassen. Es gibt also im russischen Präsens – wie auch im arabischen und hebräischen Präsens und in vielen weiteren Sprachen – meistens keine Kopula: Я маленький – Ich (bin) klein.
Das Verb иметь wird nur im Sinne des deutschen „besitzen“ gebraucht, „haben“ wird normalerweise durch eine spezielle Konstruktion übersetzt. Vgl. etwa:
| Russisch           | Wörtlich                     | Deutsch               | Bemerkungen                                                                                      |
| ------------------ | ---------------------------- | --------------------- | ------------------------------------------------------------------------------------------------ |
| У меня есть книга. | bei mir ist Buch             | Ich habe ein Buch.    | Ich kann es besitzen oder nicht, aber ich habe es dabei.                                         |
| У меня нет книги.  | bei mir ist-nicht des Buches | Ich habe kein Buch.   | Vielleicht besitze ich ein Buch nicht oder ich habe es nicht dabei (weil ich es verliehen habe). |
| Имею книгу.        | ich-besitze Buch.            | Ich besitze ein Buch. | Vielleicht habe ich es nicht dabei, obwohl ich der Besitzer bin.                                 |

### Das System Andrej Zaliznjak, um Verben zu klassifizieren
Verben auf Wiktionary werden nach dem System des russischen Linguisten Andrey Zaliznyak (russisch: Андре́й Зализня́к (Andréj Zaliznják)) im Buch "Грамматический Словарь Русского Языка" (eingedeutscht: "Grammatikalisches Wörterbuch der russischen Sprache") klassifiziert. Dieses 1980 entwickelte System ist etwas kompliziert, aber detailliert, und unterteilt Verben anhand ihrer Eigenschaften wie Stammform, Betonungsmuster und anderer Merkmale. Jeder einzelne Verbtyp wird in diesem System durch eine Kombination aus Zahlen, Buchstaben und anderen Symbolen beschrieben, die alle Eigenschaften des Verbs identifizieren.

#### Verb Kategorien (Verbmuster)
Beachten Sie, dass Verbklassen drei Betonungsmuster haben:
- Muster a: Der Akzent im Präsens/Futur liegt durchgängig auf dem Stamm.
- Muster b: Der Akzent im Präsens/Futur liegt durchgängig auf den Endungen.
- Muster c: Der Akzent im Präsens/Futur liegt im ersten Singular auf der Endung, ansonsten auf dem Stamm.

Verben gibt es außerdem in der obengennantenn zwei Konjugationen:
- Konjugation I hat die dritte Person Plural auf -ут oder -ют und 2sg/3sg/1pl/2pl üblicherweise auf -е- oder -ё-.
- Konjugation II hat die dritte Person Plural auf -ят und 2sg/3sg/1pl/2pl auf -и-.

Verben gibt es in 16 Klassen plus einigen unregelmäßigen Varianten. Die 16 Klassen sind die unten beschriebene:
| Klasse | Infinitive           | Präsen 1sg           | Präsens 3sg               |                                                                |
| ------ | -------------------- | -------------------- | ------------------------- | -------------------------------------------------------------- |
| 1      | -ать -ять -еть       | -аю -яю -ею          | -ает -яет -еет            | https://en.wiktionary.org/wiki/Category:Russian_class_1_verbs  |
| 2      | -овать -евать -евать | -ую -ую -юю          | -ует -ует -юет            | https://en.wiktionary.org/wiki/Category:Russian_class_2_verbs  |
| 3      | -нуть                | -ну                  | -нет                      | https://en.wiktionary.org/wiki/Category:Russian_class_3_verbs  |
| 4      | -ить                 | -ю/-у                | -ит                       | https://en.wiktionary.org/wiki/Category:Russian_class_4_verbs  |
| 5      | -ать -ять -еть       | -ю/-у                | -ит                       | https://en.wiktionary.org/wiki/Category:Russian_class_5_verbs  |
| 6      | -ать -ять            | -ю/-у                | -ет                       | https://en.wiktionary.org/wiki/Category:Russian_class_6_verbs  |
| 7      | -зти/-зть            | -зу                  | -зет                      | https://en.wiktionary.org/wiki/Category:Russian_class_7_verbs  |
| 7      | -сти/-сть            | -су -ду -ту -сту -бу | -сет -дет -тет -стет -бет | https://en.wiktionary.org/wiki/Category:Russian_class_7_verbs  |
| 8      | -чь                  | -гу -ку              | -жет -чет                 | https://en.wiktionary.org/wiki/Category:Russian_class_8_verbs  |
| 9      | -ереть               | -ру                  | -рет                      | https://en.wiktionary.org/wiki/Category:Russian_class_9_verbs  |
| 10     | -олоть -ороть        | -олю -орю            | -олет -орет               | https://en.wiktionary.org/wiki/Category:Russian_class_10_verbs |
| 11     | -ить                 | -ью                  | -ьет                      | https://en.wiktionary.org/wiki/Category:Russian_class_11_verbs |
| 12     | -ыть -уть -ить       | -ою -ую -ию          | -оет -ует -иет            | https://en.wiktionary.org/wiki/Category:Russian_class_12_verbs |
| 13     | -авать               | -аю                  | -ает                      | https://en.wiktionary.org/wiki/Category:Russian_class_13_verbs |
| 14     | -ать/-ять            | -ну -му -иму         | -нет -мет -имет           | https://en.wiktionary.org/wiki/Category:Russian_class_14_verbs |
| 15     | -ть                  | -ну                  | -нет                      | https://en.wiktionary.org/wiki/Category:Russian_class_15_verbs |
| 16     | -ть                  | -ву                  | -вет                      | https://en.wiktionary.org/wiki/Category:Russian_class_16_verbs |

#### Klasse 1a: Verben in -ать/-ять (einige in -еть), Konjugation I, Betonungsmuster a
- -ать (-аю, -ает)
- -ять (-яю, -яет)
- -еть (-ею, -еет)

Beispiele:
- де́лать (délatʹ): {{ru-conj|impf|1a+p|де́лать}}
- сде́лать (sdélatʹ): {{ru-conj|pf|1a+p|сде́лать}}
- венча́ть (venčátʹ): {{ru-conj|impf|1a(7)|венча́ть}} und {{ru-conj|pf|1a(7)|венча́ть}}
- наверста́ть (naverstátʹ): {{ru-conj|pf|1a+pё|наверста́ть}}
- жале́ть (žalétʹ): {{ru-conj|impf|1a|жале́ть|ppp=-}}
- сожале́ть (sožalétʹ): {{ru-conj|impf-intr|1a|сожале́ть}}
- теря́ться (terjátʹsja): {{ru-conj|impf|1a|теря́ться}}

#### Klasse 2a: Verben in -овать/-евать, Konjugation I, Betonungsmuster a
- -овать (-ую, -ует/-уёт)
- -евать (-юю, -юет/-юёт), (-ую, -ует/-уёт) (nach ш, щ, ж, ч, ц)

Beispiele:
- рисова́ть (risovátʹ): {{ru-conj|impf|2a+p|рисова́ть}}
- танцева́ть (tancevátʹ): {{ru-conj|impf|2a+p|танцева́ть}}
- транслитери́ровать (transliterírovatʹ): {{ru-conj|impf|2a+p|транслитери́ровать}} und {{ru-conj|pf|2a+p|транслитери́ровать}}
- почу́вствоваться (počúvstvovatʹsja): {{ru-conj|pf|2a|почу́вствоваться}}
- гази́ровать (gazírovatʹ)/газирова́ть (gazirovátʹ): {{ru-conj|impf|2a+p|гази́ровать|or|2a+p|газирова́ть}}

#### Klasse 2b: Verben in -овать/-евать, Konjugation I, Betonungsmuster b
Bis auf das Betonungsmuster identisch mit Klasse 2a.
Beispiele:
- сова́ть (sovátʹ): {{ru-conj|impf|2b+p|сова́ть}}
- наплева́ть (naplevátʹ): {{ru-conj|pf|2b+p|наплева́ть}}
- основа́ться (osnovátʹsja): {{ru-conj|pf|2b|основа́ться}}

#### Klasse 3a: Verben auf -нуть, Konjugation I, Betonungsmuster a, lange Vergangenheitsformen (einschließlich -ну-)
Beispiele:
- дви́нуть (dvínutʹ): {{ru-conj|pf|3a+p|дви́нуть}}
- ка́шлянуть (kášljanutʹ): {{ru-conj|pf-intr|3a(3)|ка́шлянуть}}
- вы́сунуться (výsunutʹsja): {{ru-conj|pf|3a[(3)]|вы́сунуться}}

#### Klasse 3°a: Verben auf -нуть, Konjugation I, Betonungsmuster a, kurze Vergangenheitsformen (ohne -ну-, außer vielleicht im männlichen Singular)
Beispiele:
- вы́сохнуть (výsoxnutʹ): Beachten Sie, dass dieses Verb nur die Präteritumsform Maskulinum Singular вы́сох (výsox) und die Präteritumsform Partizipien вы́сохший (výsoxšij) (Aktiv) und вы́сохши (výsoxši) (Adverbial) hat, da es keine Variantencodes gibt.
- дости́чь (dostíčʹ): Beachten Sie, dass dieses Verb nur den kurzen männlichen Singular дости́г (dostíg) hat (da ihm (5) und [(5)] fehlen), aber auch die Partizipien дости́гший (dostígšij)/дости́гнувший (dostígnuvšij) (aktiv) und дости́гнув (dostígnuv)/дости́гши (dostígši)/дости́гнувши (dostígnuvši) (adverbial), aufgrund des Codes [(6)].
- вя́нуть (vjánutʹ): Beachten Sie, dass dieses Verb sowohl das kurze männliche Präteritum Singular вял (vjal) als auch das lange вя́нул (vjánul) (Code [(5)]) und nur lange Partizipien вя́нувший (vjánuvšij) (aktiv) und вя́нув (vjánuv)/вя́нувши (vjánuvši) (adverbial) (Code) hat (6)).
- подве́ргнуться (podvérgnutʹsja): Beachten Sie, dass dieses Verb sowohl ein kurzes männliches Präteritum Singular podvérgsja (podvérgsja) als auch ein langes подве́ргнулся (podvérgnulsja) (Code [(5)]) sowie sowohl kurze als auch lange Partizipien подве́ргшийся hat (podvérgšijsja)/подве́ргнувшийся (podvérgnuvšijsja) (aktiv) und подве́ргшись (podvérgšisʹ)/подве́ргнувшись (podvérgnuvšisʹ) (adverbial), aufgrund von Code [(6)].

#### Klasse 3b: Verben auf -ну́ть, Konjugation I, Betonungsmuster b
Beispiele:
- согну́ть (sognútʹ): {{ru-conj|pf|3b+p|согну́ть}}
- поверну́ть (povernútʹ): {{ru-conj|pf|3b+pё|поверну́ть}}
- гну́ться (gnútʹsja): {{ru-conj|impf|3b|гну́ться}}

#### Klasse 3c: Verben auf -ну́ть, Konjugation I, Betonungsmuster c
Beispiele:
- тяну́ть (tjanútʹ): {{ru-conj|impf|3c+p|тяну́ть}}
- тону́ть (tonútʹ): {{ru-conj|impf-intr|3c|тону́ть}}
- взгляну́ть (vzgljanútʹ): {{ru-conj|pf-intr|3c|взгляну́ть}}
- упомяну́ться (upomjanútʹsja): {{ru-conj|pf|3c|упомяну́ться}}

#### Klasse 4a: Verben auf -ить, Konjugation II, Betonungsmuster a
Beispiele: 
- тра́тить (trátitʹ): {{ru-conj|impf|4a+p|тра́тить}}
- е́здить (jézditʹ): {{ru-conj|impf-intr|4a|е́здить}}
- похи́тить (poxítitʹ): {{ru-conj|pf|4aщ+p|похи́тить}}
- вы́нудить (výnuditʹ): {{ru-conj|pf|4a+pжд|вы́нудить}}
- вы́строиться (výstroitʹsja): {{ru-conj|pf|4a(2)|вы́строиться}}
- ско́рчиться (skórčitʹsja): {{ru-conj|pf|4a[(2)]|ско́рчиться}}
- вы́ставить (výstavitʹ): {{ru-conj|pf|4a[(3)]+p|вы́ставить}}
- осве́домить (osvédomitʹ): {{ru-conj|pf|4a[(3)][(7)]|осве́домить}}

#### Klasse 4b: Verben auf -и́ть, Konjugation II, Betonungsmuster b
Beispiele:
- огласи́ть (oglasítʹ): {{ru-conj|pf|4b+p|огласи́ть}}
- защити́ть (zaščitítʹ): {{ru-conj|pf|4bщ+p|защити́ть}}
- возбуди́ть (vozbudítʹ): {{ru-conj|pf|4b+pжд|возбуди́ть}}
- крои́ть (kroítʹ): {{ru-conj|impf|4b(8)|крои́ть}}
- разгроми́ть (razgromítʹ): {{ru-conj|pf|4b[(8)]|разгроми́ть}}
- роди́ть (rodítʹ): {{ru-conj|pf|4b/c+pжд|роди́ть}}
- роди́ться (rodítʹsja): {{ru-conj|pf|4b/c''-nd|роди́ться}}
- пронзи́ть (pronzítʹ): {{ru-conj|pf|4b|пронзи́ть|ppp=пронзённый}}

#### Klasse 4c: Verben auf -и́ть, Konjugation II, Betonungsmuster b
Beispiele:
- спроси́ть (sprosítʹ): {{ru-conj|pf|4c+p|спроси́ть}}
- води́ть (vodítʹ): {{ru-conj|impf|4c+p|води́ть|prpp=+}}
- вари́ть (varítʹ): {{ru-conj|impf|4c[(4)]+p|вари́ть}}
- лечи́ться (lečítʹsja): {{ru-conj|impf|4c(4)|лечи́ться}}
- иссуши́ть (issušítʹ): {{ru-conj|pf|4c[(7)]|иссуши́ть}}
- поглоти́ть (poglotítʹ): {{ru-conj|pf|4c(7)щ|поглоти́ть|or|4b+pщ|поглоти́ть}}
- осуди́ть (osudítʹ): {{ru-conj|pf|4c(7)жд|осуди́ть}}

#### Klasse 4a//1a
Verben dieser Klasse können die Formen 4a oder 1a haben und verwenden den Code 4a//1a. Alle Verben dieses Typs sind Ableitungen von ме́рить (méritʹ) oder му́чить (múčitʹ) und haben alternative Präsens- und Imperativformen der Klasse 1a (sowie perfektive Futurformen), die wie von ме́рять oder му́чать abgeleitet sind. (Diese Verben existieren tatsächlich und sind umgangssprachliche Alternativen, insbesondere im Präteritum und Infinitiv.) Siehe Abschnitt 16 zur verbalen Form von A.A. Zaliznyaks Buch Грамматический Словарь Русского Языка, beschrieben auf Seite 142 der Ausgabe von 1980. Die Infinitiv- und Vergangenheitsformen sind für beide Klassen identisch.
Beispiele:
- му́чить (múčitʹ): {{ru-conj|impf|4a1a+p|му́чить}}
- обме́рить (obméritʹ): {{ru-conj|pf|4a1a+p|обме́рить}}

#### Klasse 5a: Verben in -еть (-ять nach Vokalen, -ать nach ш/щ/ч/ж), Konjugation II, Betonungsmuster a
Beispiele:
- оби́деть (obídetʹ): {{ru-conj|pf|5a+p|оби́деть}}
- вы́стоять (výstojatʹ): {{ru-conj|pf|5a+p|вы́стоять}}
- вы́гнать (výgnatʹ): {{ru-conj|pf|5a+p|вы́гнать|вы́гон}}
- ви́деть (vídetʹ): {{ru-conj|impf|5a|ви́деть|noimpr=1|ppp=ви́денный}}
- слы́шаться (slýšatʹsja): {{ru-conj|impf|5a|слы́шаться|noimpr=1}} oder {{ru-conj|impf-impers|5a|слы́шаться|noimpr=1}}

#### Klasse 5b: Verben in -е́ть (-я́ть nach Vokalen, -а́ть nach ш/щ/ч/ж), Konjugation II, Betonungsmuster b
Beispiele:
- зазвене́ть (zazvenétʹ): {{ru-conj|pf-intr|5b|зазвене́ть}}
- лежа́ть (ležátʹ): {{ru-conj|impf-intr|5b|лежа́ть|pradp=лёжа}}
- переспа́ть (perespátʹ): {{ru-conj|pf|5b/c+p|переспа́ть}}
- состоя́ться (sostojátʹsja): {{ru-conj|pf|5b|состоя́ться}}
- спа́ться (spátʹsja): {{ru-conj|impf-impers|5b/c''|спа́ться}}

#### Klasse 5c: Verben in -е́ть (-я́ть nach Vokalen, -а́ть nach ш/щ/ч/ж, гнать ausnahmsweise), Konjugation II, Betonungsmuster c
Beispiele:
- рассмотре́ть (rassmotrétʹ): {{ru-conj|pf|5c+p|рассмотре́ть}}
- терпе́ть (terpétʹ): {{ru-conj|impf|5c(4)|терпе́ть|ppp=-}}
- гнать (gnatʹ): {{ru-conj|impf|5c/c|гнать|го́н|ppp=-}}
- погна́ться (pognátʹsja): {{ru-conj|pf|5c/c''|погна́ться|пого́н}}

#### Klasse 6a: Verben auf -ать (-ять nach Vokalen), jotiertes Präsens ohne -а, Konjugation I, Betonungsmuster a
Beispiele:
- се́ять (séjatʹ): {{ru-conj|impf|6a+p|се́ять}}
- вы́писать (výpisatʹ): {{ru-conj|pf|6a+p|вы́писать}}
- колыха́ться (kolyxátʹsja): {{ru-conj|impf|6a|колыха́ться}}
- колеба́ть (kolebátʹ): {{ru-conj|impf|6a|колеба́ть|ppp=-|prpp=+}}

#### Klasse 6°a: Verben auf -ать, nicht-jotiertes Präsens ohne -а, Konjugation I, Betonungsmuster a
Beispiele:
- вы́рвать (výrvatʹ): {{ru-conj|pf|6°a+p|вы́рвать}}
- вы́брать (výbratʹ): {{ru-conj|pf|6°a+p|вы́брать|вы́бер}}
- жа́ждать (žáždatʹ): {{ru-conj|impf-intr|6°a|жа́ждать|pradp=жа́ждая}}

#### Klasse 6b: Verben auf -а́ть (-я́ть nach Vokalen), jotiertes Präsens ohne -а, Konjugation I, Betonungsmuster b
Beispiele:
- ржать (ržatʹ): {{ru-conj|impf-intr|6b|ржать|pradp=-}}
- рассмея́ться (rassmejátʹsja): {{ru-conj|pf|6b|рассмея́ться}}

#### Klasse 6°b: Verben auf -а́ть, nicht-jotiertes Präsens ohne -а, Konjugation I, Betonungsmuster b
Beispiele:
- соса́ть (sosátʹ): {{ru-conj|impf|6°b+p|соса́ть}}
- совра́ть (sovrátʹ): {{ru-conj|pf|6°b/c+p|совра́ть}}
- звать (zvatʹ): {{ru-conj|impf|6°b/c+p|звать|зов}}
- разобра́ться (razobrátʹsja): {{ru-conj|pf|6°b/c''|разобра́ться|разбер}}

#### Klasse 6c: Verben auf -а́ть (-я́ть nach Vokalen), jotiertes Präsens ohne -а, Konjugation I, Betonungsmuster c
Beispiele:
- писа́ть (pisátʹ): {{ru-conj|impf|6c+p|писа́ть}}
- клевета́ть (klevetátʹ): {{ru-conj|impf-intr|6cщ|клевета́ть}}
- истрепа́ть (istrepátʹ): {{ru-conj|pf|6c+pё|истрепа́ть}}
- постла́ть (postlátʹ): {{ru-conj|pf|6c+p|постла́ть|посте́л}}
- каза́ться (kazátʹsja): {{ru-conj|impf|6c|каза́ться}}
- разостла́ться (razostlátʹsja): {{ru-conj|pf|6c|разостла́ться|рассте́л}}

#### Klasse 6°c: Verben auf -ать, nicht-jotiertes Präsens ohne -а, Konjugation I, Betonungsmuster c
Beispiele:
- стона́ть (stonátʹ): {{ru-conj|impf-intr|6°c|стона́ть}}
- простона́ть (prostonátʹ): {{ru-conj|pf-intr|6°c|простона́ть}}

#### Klasse 6a//1a and 6c//1a, §13
Verben dieser Klasse können entweder die Formen 6a/6c oder 1a haben und verwenden die Codes 6a1as13 (da es eine weitere Variante 6a//1a gibt) und 6c1a.
Abschnitt 13 bezieht sich auf eine Notation in A.A. Zaliznyaks Buch „Грамматический Словарь Русского Языка“, die auf Seite 141 der Ausgabe von 1980 beschrieben wird. Die Infinitiv- und Präteritumsformen sind für beide Klassen identisch. Im finiten Präsens (oder perfektiven Futur) und im Präsens-Aktiv-Partizip werden die Formen der Klasse 6 bevorzugt, während die Formen der Klasse 1a als umgangssprachlich gelten. In den übrigen Präsenspartizipien und im Imperativ werden Formen beider Klassen gleichermaßen bevorzugt.
Beispiele:
- ты́кать (týkatʹ, “to jab, to prod”): {{ru-conj|impf|6a1as13+p|ты́кать}}
- щипа́ть (ščipátʹ, “to pinch, to pluck”): {{ru-conj|impf|6c1a+p|щипа́ть}}

#### Klasse 6a//1a and 1a//6a, §14
Verben dieser Klasse können entweder die Formen 6a oder 1a haben und verwenden die Codes 6a1as14 (da es eine weitere Variante 6a//1a gibt) und 1a6a.
Abschnitt 14 bezieht sich auf eine Notation in A.A. Zaliznyaks Buch „Грамматический Словарь Русского Языка“, die auf Seite 141 der Ausgabe von 1980 beschrieben wird. Die Infinitiv- und Präteritumsformen sind für beide Klassen identisch. Im Präsens-Adverbialpartizip und im Imperativ werden die Formen der Klasse 1 bevorzugt, die Formen der Klasse 6 datiert. Im restlichen Präsens (und im perfektiven Futur) werden Formen der einen oder anderen Klasse leicht bevorzugt: Klasse 6 für 6a//1a, Klasse 1 für 1a//6a.
Beispiele:
- колыха́ться (kolyxátʹsja, “to heave, to flutter, to flicker”): {{ru-conj|impf|6a1as14|колыха́ться}}
- ка́пать (kápatʹ, “to drip”): {{ru-conj|impf-intr|1a6a|ка́пать}}

#### Klasse 7a: Verben auf -сти/сть, -зти/-зть, Präsensstamm mit Endung auf verschiedene Konsonanten, Konjugation I, Betonungsmuster a
Beispiele:
- вы́вести (vývesti): {{ru-conj|pf|7a(9)+p|вы́вести|вы́вед}}
- сесть (sestʹ): {{ru-conj|pf-intr|7a|сесть|ся́д}}
- вылезть (vyleztʹ): {{ru-conj|pf-intr|7a[(3)]|вы́лезть|вы́лез}}

#### Klasse 7b: Verben auf -сти/сть, -зти/-зть, Präsensstamm mit Endung auf verschiedene Konsonanten, Konjugation I, Betonungsmuster b
Beispiele:
- везти́ (veztí): {{ru-conj|impf|7b/b+p|везти́|вез}}
- вести́ (vestí): {{ru-conj|impf|7b/b+p|вести́|вед|ёе|prpp=ведо́мый*|notes=* Dated.}}
- пронести́ (pronestí): {{ru-conj|pf|7b/b(9)+p|пронести́|пронес}}
- спасть (spastʹ): {{ru-conj|pf-intr|7b|спасть|спад}}
- дорасти́ (dorastí): {{ru-conj|pf-intr|7b/b|дорасти́|дораст|доро́с}}
- обокра́сть (obokrástʹ): {{ru-conj|pf|7b+p|обокра́сть|обкрад,обокрад}}

#### Klasse 8a: Verben auf -чь, Präsens auf -г-/-к- (im 2. Ges./3. Ges./1. Pl./2. Pl. iotiert zu -ж-/-ч-), Konjugation I, Betonungsmuster a
Beispiele:
- вы́течь (výtečʹ): {{ru-conj|pf-intr|8a|вы́течь|вы́тек}}
- вы́жечь (výžečʹ): {{ru-conj|pf|8a+p|вы́жечь|вы́жг|вы́жег}}

#### Klasse 8b: Verben auf -чь, Präsens auf -г-/-к- (im 2. Ges./3. Ges./1. Pl./2. Pl. iotiert zu -ж-/-ч-), Konjugation I, Betonungsmuster b
Für den betonten Vergangenheitsstamm (Parameter 5) können die speziellen Argumente ё, е oder ёе in Verbindung mit Verben verwendet werden, deren Infinitiv auf -ечь endet. Das Argument ё ist die Standardeinstellung und gibt an, dass der betonte Vergangenheitsstamm anstelle des letzten е ein ё enthalten soll. Das Argument е hingegen gibt an, dass der betonte Vergangenheitsstamm е́ enthalten soll, und das Argument ёе gibt an, dass der betonte Vergangenheitsstamm im maskulinen Singular Vergangenheit ein ё, im aktiven und adverbialen Vergangenheitspartizip jedoch е́ enthalten soll.
Die Standardeinstellungen für das Präsens-Passiv-Partizip, das Präsens-Adverbial-Partizip und das verkürzte Präteritum-Adverbial-Partizip sind leer und müssen ggf. mit Überschreibungen angegeben werden.
Beispiele:
- печь (pečʹ): {{ru-conj|impf|8b/b+p|печь|пек}}
- жечь (žečʹ): {{ru-conj|impf|8b/b+p|жечь|жг|жёг}}
- стричь (stričʹ): {{ru-conj|impf|8b+p|стричь|стриг}}
- отвле́чься (otvléčʹsja): {{ru-conj|pf|8b/b|отвле́чься|отвлек}}
- приволо́чь (privolóčʹ): {{ru-conj|pf|8b/b|приволо́чь|приволок|ppp=приволо́ченный|ppp2=приволочённый}}
- засе́чь (zaséčʹ, “einkerben, lokalisieren, auf einer Karte einzeichnen”): {{ru-conj|pf|8b/b+p|засе́чь|засек|ёе,е|ppp2=засе́ченный|pasttail=*|notes=* Dated.}}
- засе́чь (zaséčʹ, “bis zum Tode peitschen”): {{ru-conj|pf|8b/b+p|засе́чь|засек|ёе|or|8b+p|засе́чь|засек|е|pasttail=*|notes=* Dated.}}

#### Klasse 9a: Verben auf -ереть, Präsens auf -р- (kein Stammvokal), Konjugation I, Betonungsmuster a
Diese Verben kommen nur im Perfektiv vor. Beispiele:
- вы́тереть (výteretʹ): {{ru-conj|pf|9a+p|вы́тереть}}
- вы́мереть (výmeretʹ): {{ru-conj|pf-intr|9a|вы́мереть}}

#### Klasse 9b: Verben auf -ереть, Präsens auf -р- (kein Stammvokal), Konjugation I, Betonungsmuster b
Beispiele:
- тере́ть (terétʹ): {{ru-conj|impf|9b+p|тере́ть}}
- стере́ть (sterétʹ): {{ru-conj|pf|9*b+p|стере́ть}}
- запере́ть (zaperétʹ): {{ru-conj|pf|9b/c(1)+p|запере́ть}}
- замере́ть (zamerétʹ): {{ru-conj|pf-intr|9b/c(1)|замере́ть||заме́р,за́мер}}
- опере́ться (operétʹsja): {{ru-conj|pf|9*b/c'',a|опере́ться|обопр|padp2=оперши́}}
- отпере́ться (otperétʹsja, “entsperren”): {{ru-conj|pf|9*b/b*|отпере́ться|padp=отперши́|pap=о́тперший}}

#### Klasse 10a: Verben auf -олоть oder -ороть, Konjugation I, Betonungsmuster a
Beispiele:
- вы́пороть (výporotʹ): {{ru-conj|pf|10a+p|вы́пороть}}

#### Klasse 10c: Verben auf -олоть oder -ороть, Konjugation I, Betonungsmuster c
Beispiele:
- уколо́ть (ukolótʹ): {{ru-conj|pf|10c+p|уколо́ть}}
- моло́ть (molótʹ): {{ru-conj|impf|10c+p|моло́ть|ме́л}}
- боро́ться (borótʹsja): {{ru-conj|impf|10c|боро́ться}}

#### Klasse 11a: Verben in -ить, Präsens in -ью/-ьет, Konjugation I, Betonungsmuster a
Beispiele:
- вы́бить (výbitʹ): {{ru-conj|pf|11a+p|вы́бить}}

#### Klasse 11b: Verben in -ить, Präsens in -ью/-ьет, Konjugation I, Betonungsmuster b
Beispiele:
- би́ться (bítʹsja): {{ru-conj|impf|11b|би́ться}}
- разви́ть (razvítʹ): {{ru-conj|pf|11*b/c|разви́ть|ppp=ра́звитый|ppp2=разви́тый}}
- пить (pitʹ): {{ru-conj|impf|11b/c+p|пить}}
- опи́ть (opítʹ): {{ru-conj|pf|11*b/c+p|опи́ть|обоп}}

#### Klasse 12a: Verben mit einer einsilbigen Wurzel, die auf einen Vokal enden, normalerweise Infinitiv -ыть (Präsens -о́ю) oder -уть (Präsens -у́ю), Konjugation I, Betonungsmuster a
Beispiele:
- согре́ть (sogrétʹ): {{ru-conj|pf|12a+p|согре́ть}}
- крыть (krytʹ): {{ru-conj|impf|12a+p|крыть|кро́}}

#### Klasse 12b: петь (petʹ) (пою́, поёт), гнить (gnitʹ) (гнию́, гниёт) und Ableitungen, Konjugation I, Betonungsmuster b
Beispiele:
- сгнить (sgnitʹ): {{ru-conj|pf-intr|12b/c|сгнить}}
- петь (petʹ): {{ru-conj|impf|12b+p|петь|по}}

#### Klasse 13b: Verben auf -ава́ть (Präsens -аю́, -аёт), Konjugation I, Betonungsmuster b
Beispiele:
- дава́ть (davátʹ): {{ru-conj|impf|13b|дава́ть}}
- остава́ться (ostavátʹsja): {{ru-conj|impf|13b|остава́ться}}

#### Klasse 14a: ein Verb вы́жать (výžatʹ) (Präsens вы́жму, вы́жмет), Konjugation I, Betonungsmuster a
Das einzige Beispiel:
- вы́жать (výžatʹ): {{ru-conj|pf|14a+p|вы́жать|вы́жм}}

#### Klasse 14b: Verben mit einer einsilbigen Wurzel, die auf den Infinitiv -ать oder -ять enden, Präsens auf -н- oder -м- (kein Wurzelvokal) oder auf -им-, Konjugation I, Betonungsmuster b
Beispiele:
- мять (mjatʹ): {{ru-conj|impf|14b+p|мять|мн}}
- нажа́ть (nažátʹ, “drücken”): {{ru-conj|pf|14b+p|нажа́ть|нажм}}
- взять (vzjatʹ): {{ru-conj|pf|14b/c'+p|взять|возьм}}
- заня́ться (zanjátʹsja): {{ru-conj|pf|14b/b*,b|заня́ться|займ}}

#### Klasse 14c:  Verben mit einer einsilbigen Wurzel, die auf den Infinitiv -ать oder -ять enden, Präsens auf -н- oder -м- (kein Wurzelvokal) oder auf -им-, Konjugation I, Betonungsmuster c
Beispiele:
- изъя́ть (izʺjátʹ): {{ru-conj|pf|14c+p|изъя́ть|изы́м}}
- обня́ться (obnjátʹsja): {{ru-conj|pf|14c/c''-bd|обня́ться|обни́м}}

#### Klasse 15a: Verben im einsilbigen Stamm, Präsens im vollen Stamm plus -н-, Konjugation I, Betonungsmuster a. Alle Verben sind Ableitungen von деть (detʹ), стать (statʹ), стыть (stytʹ) oder -стрять (-strjatʹ)
Beispiele:
- стыть (stytʹ): {{ru-conj|impf-intr|15a|стыть}}
- деть (detʹ): {{ru-conj|pf|15a+p|деть}}
- оста́ться (ostátʹsja): {{ru-conj|pf|15a|оста́ться}}

#### Klasse 16a: Verben mit einsilbiger Wurzel, Präsens mit voller Wurzel plus -в-, Konjugation I, Betonungsmuster a. Alle Verben beginnen mit вы́- (vý-) und sind perfektiv
Beispiele:
- вы́жить (výžitʹ): {{ru-conj|pf|16a+p|вы́жить}}

#### Klasse 16b: Verben mit einsilbiger Wurzel, Präsens mit voller Wurzel plus -в-, Konjugation I, Betonungsmuster b. Alle Verben sind Ableitungen von жить (žitʹ), плыть (plytʹ) oder слыть (slytʹ)
Beispiele:
- плыть (plytʹ): {{ru-conj|impf-intr|16b/c'|плыть}}
- зажи́ть (zažítʹ): {{ru-conj|pf-intr|16b/c(1),c|зажи́ть|pasttail=*|notes=* Colloquial.}}

#### Betonungsmuster
Russische Verben haben drei verschiedene Betonungsmuster. Diese werden durch lateinische Buchstaben gekennzeichnet:
- a – Die Betonung liegt immer am Stamm.
- b – Die Betonung liegt immer an der Endung, außer wenn die Endung keinen Vokal enthält.
- c – Die Endung wird in der 1. Person Sg. Präsens/Futur und im Imperativ betont, alle anderen Formen werden am Stamm betont.

Ein X zeigt zusätzlich an, dass das Betonungsmuster im Vergleich zu anderen Verben desselben Typs verschoben ist (минова́ть, шлифова́ть).
Verben können im Präsens (imperfektiv) oder Futur (perfektiv) ein anderes Betonungsmuster haben als im Präteritum und Infinitiv. Dies wird durch / gekennzeichnet. a/b bedeutet also, dass Präsens/Futur immer am Stamm betont werden, das Präteritum an der Endung. Das anomale Verb хоте́ть (xotétʹ) wird als c' (vollständiger Typ: 5c'^) markiert, da es ein unregelmäßiges Betonungsmuster aufweist: хочу́, хо́чешь, хо́чет, хоти́м, хоти́те, хотя́т, Imperativ: хоти́, хоти́те.

#### Varianten in den Vergangenheitsformen
Für die Klassen, die die Angabe der Betonung in der Vergangenheitsform ermöglichen, sind die folgenden Codes zulässig (am Beispiel einer vorangestellten Ableitung von дать (datʹ)):
- /a: -да́л, -да́ла, -да́ло, -да́ли
- /b: -да́л, -дала́, -дало́, -дали́
- /b* (reflexive Verben): -дался́, -дала́сь, -дало́сь, -daléсь
- /c: -да́л, -дала́, -да́ло, -да́ли
- /c(1): -́дал, -дала́, -́дало, -́дали (d. h. in den meisten Fällen mit Betonung des Präfixes)
- /c': -да́л, -да́ла, -да́ло/-дало́, -да́ли
- /c'' (reflexive Verben): -да́лся/-дался́, -дала́сь, -дало́сь/-да́лось, -дали́сь/-да́лись (mit einer Fußnote, die darauf hinweist -дался́ ist veraltet)
- /c''-bd (reflexive Verben): Wie /c'', aber die Fußnote lautet „veraltet“ statt „ist veraltet“.
- /c''-nd (reflexive Verben): Wie /c'', aber ohne die Fußnote „ist veraltet“.
- /c''(1) (reflexive Verben): -дался́/-́дался, -дала́сь, -дало́сь/-́далось, -дали́сь/-́дались (d. h. in manchen Fällen mit Betonung auf dem Präfix).

Die Präteritumsvariante sollte durch einen Schrägstrich von der Verbklasse getrennt werden, z. B. 7b/b.

### Verbpräfixe und ihre Bedeutungen
Verbpräfixe (приставки глаголов) sind Vorsilben, die an Verbstämme angehängt werden, um deren Bedeutung zu verändern oder zu nuancieren. Sie spielen eine zentrale Rolle in der russischen Sprache, insbesondere bei der Bildung von Aspektpaaren (z. B. unvollendet → vollendet) und bei der Verfeinerung der Bedeutung eines Verbs – etwa in Bezug auf Richtung, Dauer, Intensität, Ergebnis oder Modalität.
Die verschiedene Grundbedeutungen von den typischsten russischen Verbpräfixen sind in der folgenden Tabelle übersichtlich präsentiert:
| Präfix          | Bedeutung | Beispiele | Anmerkungen |
| --------------- | --- | --- | --- |
| в- (во-)        | 1 Richtung einer Handlung in etwas | (а) войти входит в комнату вложить вкладйвать письмо в конверт воткнуть втыкать лопату в землю (б) вступить вступать в профсоюз включить включать фамилию в список вовлечь вовлекать кого либо в работу | Substantive, die Objekte von Verben mit dem Präfix в- sind, werden häufig von der Präposition в eingeleitet (войти в комнату). Verben mit der entgegengesetzten Bedeutung haben im Allgemeinen das Präfix вы- und ihren Objekten werden die Präpositionen из vorangestellt (выити из комнаты). |
| в- (во-)        | 2 Eintauchen in eine Handlung oder einen Zustand | вдуматься вдумываться в смысл, в слова вглядется, вглядываться в даль, в лицо вслушаться, вслушиваться в разговор, в голос, в шум | Diese Verben werden nur mit dem Partizip -ся verwendet |
| в- (во-)        | 3 Bewegung nach oben | вкатить вкатывать повозку на гору влезть влезать на дерево | Verben mit der entgegengesetzten Bedeutung haben das Präfix с- (скатить с горы, слезть с дерева) |
| вз (взо, вс)    | 1 Handlungsrichtung nach oben | взойти, всходить на крыльцо взобраться, взбираться на дерево взлететь, взлетать Взлетела стая птиц. | Das Präfix вс- mit dieser Bedeutung wird verwendet, um die perfektive Form abzuleiten |
| вз (взо, вс)    | 2 Ergebnis (Abschluss, Durchführung der Handlung) | вспахать (пахать) поле, участок вскипятить (кипятить) воду, молоко | |
| пред (предо)    | 1 Zeitlicher Vorrang | предсказать, предсказывать погоду предвидеть, предчувствовать опасность, несчастье предусмотреть, предусматривать возможность, чего/либо предостеречь, предостерегать кого/либо, от ошибки | Die Verben предвидеть und предчуствовать haben keine perfektiven Entsprechungen |
| при             | 1 Annäherung an einen Ort oder Anfügen oder Hinzufügen von etwas an etwas anderes                                                                               | (а) прийти, приходить домой, к товарищу, в институт приехать, приезжать в деревню, в город, к друзьям принести, приносить книгу товарищу (б) привязать, привязывать лошадь к дереву пришить, пришивать пуговицы к платью прибить, прибивать вешалку к стене приклеить, приклеивать марку к конверту (с) прибавить, прибавлять, прикупить, прикупать, примешать, примешивать, приписать, приписывать, пристроить, пристраивать | Verben mit der entgegengesetzten Bedeutung haben das Präfix у: уйти, уехать, унести. Grammatische Objekte dieser Verben werden mit der Präposition к- verwendet. |
| при             | 2 Milde Manifestation einer Handlung | привстать, привставать, присесть, присаживаться, прилечь, приоткрыть, приоткрывать, приподняться, приподниматься | Verben mit der entgegengesetzten Bedeutung haben im Allgemeinen das Präfix от-> отвязать лошадь, отклеить марку. Zu den Verben mit dem Präfix при-, die Annäherung oder Hinzufügung bezeichnen, gehören auch die folgenden Verben mit abstrakter Bedeutung: привйкнуть, привыкать к климату приучить, приучать детей к порядку призвать, призывать народ к борьбе                                  |
| вы              | 1 Handlungsrichtung von innen | выйти, выходить из комнаты вылить, выливать воду из стакана вырвать, вырывать страницы из тетради | |
| вы              | 2 Ergebnis | выучить (учить) стихотворение, слова высохнуть (сохнуть) Появилось солнце, и трава высохла. вырастирать (стирать) платье, бельё высушить (сушить) бельё | Das Präfix вы- mit dieser Bedeutung wird verwendet, um die perfektive Form abzuleiten. |
| вы              | 3 Vollständiges Ausschöpfen der Handlung | выспаться, высыпаться Я позсно лёг спать и не выспался. выплакаться, вйсказаться | Das Verb высипаться wird ohne das Präfix ся nie benutzt. |
| до              | 1 Erreichen einer Grenze | доехать, доезжать до границы доплыть, доплывать до берега дочитать, дочитывать книгу до 101й страницы, до середины дожить, доживать до 80 лет (б) дописать, дописывать письмо дослушать, дослушивать рассказ дочитать, дочитывать книгу | Die Grenze wird im Allgemeinen durch ein Nomen mit der Präposition до- gekennzeichnet. |
| до              | 2 Erreichen einer Grenze trotz Widerstand | дозваться > Его с трудом дозвались. добудиться Я долгго тебя будил, но не мог добудиться. достучаться Он стучал, стучал и наконец достучался. дозвониться кому/либо по телефону | |
| за              | 1 Handlungsrichtung hinter, über einen Gegenstand hinaus | забежать, забегать за дерево заложить, закладывать руки за спину | Nomen, die auf Verben mit dieser Bedeutung folgen, erfordern die Präposition -за. |
| за              | 2 Vorübergehende Handlung | забежать, забегать в магазин на обратном пути зайти, заходить к товарищу по пути в институт | |
| за              | 3 Bewegung tief in einen Gegenstand hinein oder über dessen Grenzen hinaus                                                                                      | зайти, заходить далеко в лес заплыть, заплывать далеко забросить, забрасывать мяч на крышу | |
| за              | 4 Bedecken eines Gegenstands mit etwas oder Ausfüllen eines leeren Raums                                                                                        | засыпать, засыпать семена землён завесить, завешивать окно залить, заливать бумагу чернилами зарасти, зарастать травой заклеить, заклеивать конверт зачеркнуть, зачёркивать слово, фразу | |
| за              | 5 Übermäßige Handlung | засидеться, засиживаться в гостях заработаться, заговориться заглядеться, заглядываться на кого/либо, на что/либо замечтаться, заслушаться, заслушиваться | Diese Verben werden mithilfe des Präfixes за- und der Partikel -ся gebildet. Sie werden entweder gar nicht ohne -ся verwendet oder erhalten eine andere Bedeutung, wenn -ся an sie angehängt wird. |
| за              | 6 Beginn der Handlung | зашуметь, закричать, запеть, засмеяться, заходить, забегать | Diese Verben sind im Allgemeinen perfektiv. |
| из (изо, ис)    | 1 Handlungsrichtung von innen, Ausstoßen eines Gegenstands | извлечь, извлекать осколок, пользу из чего/либо исключить, исключать студента из института изгнать, изгонять кого/либо из страны | Diese Verben werden im Allgemeinen im übertragenen Sinne verwendet. |
| из (изо, ис)    | 2 Absoluter Abschluss, vollständiges Ausschöpfen einer Handlung                                                                                                 | изходить весь лес избегать весь сад исписать всю тетрадь изрезать всю бумагу изорвать одежду | Im Allgemeinen werden imperfektive Verben dieser Art nicht verwendet. |
| на              | 1 Bewegung auf die Oberfläche eines Gegenstands | наехать, наезжать на дерево, на камень наскочить, наскакивать на камень наткнуться, натыкаться на стол набросить, набрасывать пальто на плечи наклеить, наклеивать марку на конверт натянуть, натягивать перчатки на руки | |
| на              | 2 Abschluss der Handlung (a) Die Handlung geht auf eine unbestimmte Anzahl von Gegenständen über (b) Erschöpfung durch eine Handlung (c) Abschluss der Handlung | (а) накупить, накупать книг нарубить дров испечь пирогов нарвать цветов наносить воды (б) напиться молока наесться пирогоб насмотреться на что/либо, на кого/либо набегаться нагуляться наиграться (с) написать, писать письмо напечатать, печатать статью в газете нарисовать, рисовать портрет начертить, чертить чертежи научить, учить товарища игре в шахматы (играть в шахматы) накормить, кормить ребёнка              | (a) Das Präfix на- mit dieser Bedeutung wird transitiven Verben angehängt. Das grammatische Objekt solcher Verben steht stets im Genitiv Plural. Vgl. куптиь книги, накупить книг. (b) Alle Verben dieser Gruppe werden mit dem Präfix на- und der Partikel -ся gebildet. Sie werden entweder nie ohne -ся verwendet oder haben mit -ся eine völlig andere Bedeutung.                              |
| недо            | 1 Unvollständigkeit einer Handlung, Nichtbeenden einer Handlung                                                                                                 | недовыпольнять, недовыпольнять план недооценить, недооценывать силы, возможности недосолить, недосаливать суп недожарить, недожаривать котлеты, мясо недоварить, недоварывать обощи | Verben mit der entgegengesetzten Bedeutung haben das Präfix пере- >> перевыполнить план, переоценить силы, пересолить суп. |
| над (надо)      | 1 Eine Handlung zielt beim Vergrößern eines Objekts (seiner Höhe oder Länge) oder beim Anfügen eines zusätzlichen Teils                                         | надстроить, надстраивать дом, этаж надвазать, надвазывать носок, чулок | |
| над (надо)      | 2 Teilweise Ausführung einer Handlung, Bewegung, die nur wenig über die Oberfläche eines Objekts hinausgeht                                                     | надкусить, надкусывать яблоко надломить, надламывать ветки надпилить, надпиливать дервья | |
| о (об, обо)     | 1 Umgehen eines Objekts oder Umgehen eines Objekts | (а) обойти, обходить, обежать, обегать вокруг дерева (б) обойти, обходить, обежать, обегать болото, гору | |
| о (об, обо)     | 2 Eine Handlung, die entweder das gesamte Objekt oder mehrere Objekte betrifft                                                                                  | обегать, обежать весь сад объездить, объезжать все города обойти, обходить все знакомые места в городе опросить, опрашивать всех студентов обшить, обшивать всю семью | Das direkte Objekt dieser Verben wird häufig mit dem Pronomen „весь“ verwendet. |
| о (об, обо)     | 3 Umschließen eines Objekts mit anderen Objekten | обсадить, обсаживать дом цветами обжить, обшивать платок кружевом обступить, обступать Ученики обступили учителья. | |
| о (об, обо)     | 4 Eine fehlerhafte Handlung | ослышаться, огобориться, оговариваться, обступить, обступать | Verben dieser Gruppe werden mit dem Präfix о- und der Partikel -ся gebildet. |
| о (об, обо)     | 5 Einem Objekt eine bestimmte Eigenschaft verleihen oder eine bestimmte Eigenschaft erlangen                                                                    | обогатить, обогащать (сделать богатым) обогатиться, обогащаться (сделаться, стать богатым) осчастливать (сделать счастливым) осиротеть (стать сиротой) овдоветь (стать вдовой) ослепить, ослеплять (стать слепый) оглушить, оглушать (стать глухим) | Diese Verben werden aus Adjektiv- und Nomenstämmen gebildet. |
| о (об, обо)     | 6 Abschluss einer Handlung, Ergebnis | (о)крепнуть (стать крепче, крепким) (о)слепнуть (стать слепым) (о)глохнуть (стать глухим) (о)слабеть (стать слабым) | Das Präfix о- mit dieser Bedeutung wird verwendet, um die perfektive Form abzuleiten. |
| от (ото)        | 1 Wegbewegen von einem Objekt oder Entfernen eines Objekts | (а) отойти, отходить от огня, от дома отплыть, отплывать от берега отодвинуть, отодвигать стакан от себя отложить, откалдывать книгу (б) оторвать, отрывать пуговицу отвязать, отвязывать лошадь отрезать, отрезать кусок хлева отклеить, отклеивать марку от конверта (с) отучтиь, отучать кого либо от курения отвйкнуть отвыкать от кого либо, от чего либо                                                                | Substantive, die Objekte von Verben mit dem Präfix от- sind, werden häufig mit der Präposition от verwendet >> отиойти от окна, отвязать лошадь от дерева. Verben mit der entgegengesetzten Bedeutung haben häufig das Präfix при-; die Objekte dieser Verben werden mit der Präposition к verwendet: привязать лошадь к дереву, придвинуть книгу к себе, привыкнуть к кому нибудь, к чему нибудь. |
| пере            | 1 Bewegung über ein Objekt (von einer Seite zur anderen) | перейти, переходить через улицу, улицу перебежать, перебегать через дорогу, дорогу перепрыгнуть, перепрыгивать через ручей, ручей | Substantive, die Objekte dieser Verben sind, werden entweder mit der Präposition „через“ verwendet oder stehen im Akkusativ ohne Präposition. |
| пере            | 2 Bewegung von einem Ort zum anderen | переехать, переезжать на другую квартиру переселиться, переселяться из города в деревню пересесть, пересаживаться со стула на диван переставить, переставлять цветы с окна на стол перевесить, перевешивать картиину содной стены на другую переложить, перекладывать с одного места на другое | |
| пере            | 3 Eine Handlung auf andere Weise wiederholen, ein Objekt neu erschaffen                                                                                         | переписать, перепысивать письмо, сочинение, упражнение перечитать, перечитывать книгу, письмо переработать, перерабатывать статью, доклад перестротить, перестраивать дом перекрасить, перекрашивать матерю перешить, перешивать платье перепечатать, перепечатывать статью | |
| пере            | 4 Zerlegen eines Objekts in mehrere Teile | перерезать, перерезать верёвку, нитку перервать, перерывать нитку перерубить, перереубать полено, ветку переплить, перепиливать дерево, бревно переломать, переламйвать палку | |
| пере            | 5 Eine übermäßige Handlung; Überschreiten einer Grenze, eines Standards oder einer Norm                                                                         | перегреть, перегревать утюг пересолить, пересаливать суп переварить, переваривать картофель пережарить, пережаривать мясо перевыполнить, перевыполнять план переоценить, переоценивать силы, возможности переутомиться, переутомляться | Verben mit der entgegengesetzten Bedeutung haben das Präfix недо-: недогреть, недосолить, недоварить, недовыполнить. |
| пере            | 6 Einbeziehung aller Objekte nacheinander in die Handlung | пересмотреть все фильмы перечитать все книги перемыть все чашки переломать все игрушки перебить всю посуду перецеловать всех детей перепеть все песни | Mit wenigen Ausnahmen haben diese Verben keine imperfektiven Gegenstücke. |
| пере            | 7 Wechselwirkung | перепысиваться с друзьями переглянуться, переглядйваться с товарищами перегогариваться перекликаться в лесу, на прогулке | Viele Verben dieser Gruppe sind ausschließlich imperfektiv. Diese Verben werden mit dem Präfix пере- und der Partikel -ся gebildet. Sie werden entweder nie ohne die Partikel -ся verwendet oder haben mit -ся eine andere Bedeutung. |
| под (подо)      | 1 Handlungsrichtung unter einem Objekt | подползти, подполсать под бревно, под камень подложить, подкладывать подушку под голову подставить, подставлять ведро под струю воды подчеркнуть, подчёркивать слова в тексте | Substantive, die Adjunktionen dieser Verben sind, werden im Allgemeinen mit der Präposition „под“ verwendet. |
| под (подо)      | 2 Annäherung an ein Objekt | подойти, подходить к дому подплыть, подплывать к берегу подтащить, подтаскивать вещи к вагону | Substantive, die Adjunkte dieser Verben sind, werden mit der Präposition к verwendet. Verben mit der entgegengesetzten Bedeutung haben das Präfix от-, und Substantive, die Adjunkte dieser Verben sind, werden mit der Präposition от verwendet: отойти от дома. |
| под (подо)      | 3 Handlungsrichtung nach oben | подбросить, подбрасывать мяч подпрыгнуть, подпрыгивать подскочить, подскакивать | |
| под (подо)      | 4 Addition | подлить, подливать воды подсыпать, подсыпать муки подбросить, подбрасывать дров в огонь | Objekte, die auf Verben dieser Gruppe folgen, werden im Allgemeinen im Genitiv verwendet. |
| под (подо)      | 5 Ausführen einer geheimen Handlung | подслушать, подсушивать разговор подстеречь, подстерегать врага подговорить, подговаривать кого либо что либо сделать | |
| пре             | 1 Eine übertriebene oder exzessive Handlung | преувеличить, преувеличитвать успехи, трудности преуменьшить, преуменьшать успехи, трудности превысить, превышать власть превозойти, превошодить довоенный уровень | Viele dieser Verben sind gehobener Sprache vom Stil. |
| пре             | 2 Setzen einer Grenze | преградить, преграждать путь прекратить, прекращать работу пресекать, пресечь враждебные действия | |
| пре             | 3 Ändern des Zustands eines Objekts, Transformieren eines Objekts                                                                                               | превратить, превращать воду в лёд преобразовать, преобразовывать хозяйство преобразиться, преображаться Страна преобразалась. | |
| про             | 1 Durch ein Objekt hindurchgehen; Durchdringen eines Gegenstandes                                                                                               | протечь, протекать Вода протекала сквозь дыру в крыше. провалиться, проваливаться под лёд проникнуть, проникать Слабый свет проникал через маленькое окно. пробраться, провираться сквозь толпу, сквозь лесную чащу пройти, проходить через лес пробить, пробивать Пулья пробила стекло. прорыть, прорывать нору в земле | Verben dieser Gruppe werden häufig mit der Präposition сквозь oder через verwendet. |
| про             | 2 Gründlichkeit der Handlung (die Handlung betrifft den gesamten Gegenstand)                                                                                    | продумать, продумывать ответь на вопрос прочуствовать сказанное, прочитанное прослушить, прослушивать одежду | Das Verb прочувствовать is perfektiv. |
| про             | 3 Vorbeibewegung an einem Gegenstand | проехать, проезжать мимо станций пролететь, пролетать Птица пролетела мимо. промчаться Автомобиль промчался мимо нас. | |
| про             | 4 Die Handlung dauert eine bestimmte Zeit oder erstreckt sich über einen Raum                                                                                   | (а) проболеть месяц пролежать месяц в постели прожить в деревне неделю прождать кого либо целый час проспать весь день (б) простоять полчаса в очереди пройти два километра проехать 60 километров | Imperfektive Verben dieser Gruppe werden grundsätzlich nicht gebildet. Aus diesen Verben können imperfektive Verben gebildet werden. Vgl. jedoch die Bedeutung von проспать in (4). |
| про             | 5 Eine fehlerhafte Handlung | проспать, просыпать Он проспал и опздал на лекцию. прозевать Мы ублеклись разговором и прозевали свою остановку. проглядеть проболтаться Он не должен был говорить и всё таки проболтался. промахнуться Он выстрелил, но промахнулся. | |
| про             | 6 Abschluss einer Handlung | (про)читать (про)звенеть Прозвенел звонок (про)петь Мы пропели один куплет. (про)звучать В лесу прозвучало эхо. | Das Präfix про- mit dieser Bedeutung wird verwendet, um die perfektive Form abzuleiten. |
| раз (разо, рас) | 1 Zerlegung eines Gegenstandes in mehrere Teile | разделить, разделять людей на группы разбить, разбивать стаканы чашки разрубить, разрубать полено пополам разрезать, разрезать хлеб распилить, распиливать бревно на три части разорвать, разрывать платье | Substantive, die diesen Verben folgen, werden häufig im Akkusativ mit der Präposition на verwendet: разбить на куски, разделить на группы, разрезать на части. |
| раз (разо, рас) | 2 Trennung | раздвинуть, раздвигать столы разогнать, разгонять Ветер разогнал тучи. разъединить, разъединять провода развести, разводить мост | Verben mit der entgegengesetzten Bedeutung haben das Präfix с-: сдвинуть, согнать, соединить, свести. |
| раз (разо, рас) | 3 Ausdehnung der Handlung in verschiedene Richtungen, zu verschiedenen Orten                                                                                    | разбросать, разбрасывать вещи по всей комнате раскидать, раскидывать разложить, разкладывать книги на столе расставить, расставлять столы и стулья по своим местам | |
| раз (разо, рас) | 4 Auseinanderlaufende Bewegung (von einem Mittelpunkt in verschiedene Richtungen)                                                                               | разойтись, расходиться по своим комнатам разлететься, разлетаться в разные стороны разъехаться, разъежаться по домам | Intransitive Bewegungsverben mit dem Präfix раз- haben immer die Partikel -ся. Verben mit der entgegengesetzten Bedeutung haben das Präfix с- und die Partikel -ся: сойтись, слететься. |
| раз (разо, рас) | 5 Eine Handlung, die eine frühere Handlung aufhebt | развязать, развязывать узел распечатать, распечатывать письмо развернуть, развёртывать книгу расстегнуть, расстёгивать, раздумывать пальто разоружить, разоружать врага раздеться, раздеваться разлюбить что/нибудь, кого/нибудь раззнакомиться с кем нибудь | Verben mit der entgegengesetzten Bedeutung haben häufig das Präfix за-: завязать, запечатать, завернуть, застегнуть, задумать oder andere Präfixe (вооружать, полюбить, познакомиться). |
| раз (разо, рас) | 6 Das Ergebnis einer allmählichen Intensivierung einer Handlung                                                                                                 | расшуметься, раскричаться, разболеться, разгореться, разгораться, разбушеваться | Diese Verben werden nicht ohne -ся verwendet. Die meisten dieser Verben haben keine imperfektiven Entsprechungen. |
| раз (разо, рас) | 7 Gründlichkeit der Handlung | рассмотреть, рассматривать лицо, картину расспросить, расспраживать о чём/либо разузнать, разузнавать о чём/либо расслышать что/либо разлугать разбранить | |
| раз (разо, рас) | 8 Das Ergebnis, der Abschluss einer Handlung | (раз)будить, (рас)сердить, (раз)веселить, (рас)таять | Das Präfix раз- mit dieser Bedeutung wird verwendet, um die perfektive Form abzuleiten. |
| с (со)          | 1 Entfernen eines Gegenstandes (oder mehrerer Gegenstände) von der Oberfläche                                                                                   | стереть, стирать пыль с мебели смыть, смывать грязь сорвать, срывать Ветер сорвал шляпу с головы. | Diese Verben werden häufig mit Substantiven mit der Präposition с verwendet. |
| с (со)          | 2 Abwärtsgerichtete Handlung | сойти, сходить с лестницы съехать, съезжать с горы | Verben mit der entgegengesetzten Bedeutung haben das Präfix вз- (взойти на лестиницу, взбешать на крылцо) oder в- (въехать на гору, влезть на дерево). |
| с (со)          | 3 Verbinden zweier oder mehrerer Gegenstände | сдвинуть, сдвигать столы составить, состаблять стулья связать, связывать верёвку с верёвкой сцепить, сцеплять вагоны сшить, сшивать куски материи скрепить, скреплять листы бумаги | Verben mit der entgegengesetzten Bedeutung haben im Allgemeinen das Präfix раз-: раздвинуть столы, расцепить вагоны. |
| с (со)          | 4 Konvergierende Bewegung (aus verschiedenen Richtungen auf einen Mittelpunkt zu)                                                                               | соытись, сходиться в одной точке съехаться, съезжаться в одно место сбежаться, сбегаться на крик слиться, сливаться в один поток | Verben mit der entgegengesetzten Bedeutung haben das Präfix раз-: разойтись/расходить, разбежаться/разбегаться, разъехать/разъезжаться. |
| с (со)          | 5 Wechselseitige Handlung | сговориться, сговариваться с кем/либо пойти куда/либо созвониться, созваниваться по телефону с кем/либо | Diese werden ausnahmslos mit der Partikel -ся verwendet. |
| с (со)          | 6 Kopieren | срисовать, срисовывать с натуры списать, спысивать решение задачи счертить, счерчивать с доски | |
| с (со)          | 7 Das Ergebnis, der Abschluss einer Handlung | (с)делать, (с)петь, (с)прятать, (с)ломать, (с)шить, (съ)есть, (с)варить, (со)считать | Das Präfix с- mit dieser Bedeutung wird verwendet, um die perfektive Form abzuleiten. |
| с (со)          | 8 Momentane Handlung (Hin- und Rückbewegung) | сходить (ходить) в магазин, в кино сводить (водить) ревёнка к врачу, в театр | |
| у               | 1 Entfernen | убрать, убирать вещи в шкаф уйти, уходить вещи в другую комнату увезти, увозить детей на дачу | Bewegungsverben mit der entgegengesetzten Bedeutung haben das Präfix при-: прийти, принести вещи, привезти детей с дачи. |
| у               | 2 Ausdehnung der Handlung über die gesamte Oberfläche eines Gegenstandes                                                                                        | устаивать, уставлять весь стол посудой увешать, увешивать стены картинами устлать, устилать пол коврами усыпать, усыпать Листья усыпали дорожку. усеять, усеивать Небо усеяно звёздами. | |
| у               | 3 Durchführen einer Handeln trotz Widerstand | удержать(ся), удерживать(ся) Он едва удержался от смеха. уговорить, уговоривать Я с трудом уговорил его пойти к врачу. упросить, упрашивать устоять Трудно было устоять перед желанием пойти в театр. усидеть Погода была так хороша, что я не мог усидеть дома. уцелеть Несмотря на морозы, фруктовые деревья в саду уцелели.                                                                                                | Diese Verben werden im Allgemeinen mit den Wörtern едва, с трудом, насилу verwendet. Die Verben устоять, усидеть, уцелеть haben keine imperfektiven Entsprechungen. |
| у               | 4 Gründlichkeit des Handelns | усестья, усаживаться удобно увлечься, укладыватся, улечься | |
| у               | 5 Momentanes Handeln | увидеть, видеть, услышать, слышать, ужалить, жалить | Das Präfix у- mit dieser Bedeutung wird verwendet, um die perfektive Form abzuleiten. |
| у               | 6 Bildung transitiver Verben aus Adjektiven | улучшить, улучшать, ускорить, ускорять, уяснить, уяснять, удлинить, удлинять, ухудшитть, ухудшать, укоротить, укорачивать | Alle diese Verben sind transitiv. Intransitiv verwendet, enthalten sie die Partikel -ся. |

## Zahlwörter ([имена] числительные)
Die Zahlwörter lassen sich im Russischen zwei Hauptgruppen zuordnen: Grundzahlwörter (Kardinalia) und Ordnungszahlwörter (Ordinalia). Dabei antworten Grundzahlwörter auf die Frage „wie viel?“ (russisch сколько? skol'ko?) und Ordnungszahlwörter auf die Frage „der, die, das wievielte?“ (russisch который, -ая, -ое kotoryj, -aja, -oje). Sämtliche Zahlwörter werden dekliniert.

### Grundzahlwörter
| 0 – 10      | 11 – 19           | 20 – 90          | 100 – 1000      |
| ----------- | ----------------- | ---------------- | --------------- |
| 0 – ноль    |                   |                  |                 |
| 1 – один    | 11 – одиннадцать  |                  | 100 – сто       |
| 2 – два     | 12 – двенадцать   | 20 – двадцать    | 200 – двести    |
| 3 – три     | 13 – тринадцать   | 30 – тридцать    | 300 – триста    |
| 4 – четыре  | 14 – четырнадцать | 40 – сорок       | 400 – четыреста |
| 5 – пять    | 15 – пятнацать    | 50 – пятьдесят   | 500 – пятьсот   |
| 6 – шесть   | 16 – шестнацать   | 60 – шестьдесят  | 600 – шестьсот  |
| 7 – семь    | 17 – семнадцать   | 70 – семьдесят   | 700 – семьсот   |
| 8 – восемь  | 18 – восемнадцать | 80 – восемьдесят | 800 – восемьсот |
| 9 – девять  | 19 – девятнадцать | 90 – девяносто   | 900 – девятьсот |
| 10 – десять |                   |                  | 1000 – тысяча   |

#### Das Grundzahlwort один
Das Grundzahlwort один (eins) kongruiert im Genus und Numerus mit dem folgenden Substantiv. Seine Deklination weist Ähnlichkeiten zur Deklination der Adjektive im Singular auf.
|              | m.           | n.       | f.       | Pl.         |
| ------------ | ------------ | -------- | -------- | ----------- |
| Nominativ    | один         | одно     | одна     | одни        |
| Genitiv      | одного       | одного   | одной    | одних       |
| Dativ        | одному       | одному   | одной    | одним       |
| Akkusativ    | один/одного1 | один     | одну     | одни/одних1 |
| Instrumental | одним        | одним    | одной    | одними      |
| Präpositiv   | об одном     | об одном | об одной | об одних    |

1Die Formen одного und одних stehen in Verbindung mit belebten Substantiven.

#### Die Grundzahlwörter два, три, четыре
Das Grundzahlwort два (zwei) kongruiert im Genus mit dem nachfolgenden Substantiv. Die Deklination der Grundzahlwörter два, три, четыре weist Ähnlichkeiten zur Deklination der Adjektive im Plural auf.
|              | 2                    | 3         | 4               |
| ------------ | -------------------- | --------- | --------------- |
| Nominativ    | два (m./n.) две (f.) | три       | четыре          |
| Genitiv      | двух                 | трёх      | четырёх         |
| Dativ        | двум                 | трём      | четырём         |
| Akkusativ    | два/две/двух1        | три/трёх1 | четыре/четырёх1 |
| Instrumental | двумя                | тремя     | четырмья        |
| Präpositiv   | о двух               | о трёх    | о четырёх       |

1Die Formen двух, трёх und четырёх im Akkusativ stehen in Verbindung mit belebten Substantiven.

#### Die Grundzahlwörter ab пять
Die Zahlwörter ab 21 werden als mehrgliedrige Zahlwörter in der Reihenfolge Zehner – Einer gebildet. Sie werden getrennt geschrieben: 21 – двадцать один. Alle Grundzahlwörter auf -ь (5 bis 20 und 30) werden entsprechend der III. Deklination der Substantive dekliniert. Bei den Grundzahlen 50 bis 80 sowie 200 bis 900 werden beide Teile dekliniert. Die Grundzahlwörter сорок, девяносто und сто folgen einer besonderen Deklination. Das Grundzahlwörter тысяча (tausend), миллион (Million), миллиард (Milliarde) werden wie Substantive dekliniert.
|                          | 5     |
| ------------------------ | ----- |
| Nominativ Akkusativ      | пять  |
| Genitiv Dativ Präpositiv | пяти  |
| Instrumental             | пятью |

|              | 50           | 200        | 900        |
| ------------ | ------------ | ---------- | ---------- |
| Nominativ    | пятдесят     | двести     | девятьсот  |
| Genitiv      | пятидесяти   | двухсот    | девятисот  |
| Dativ        | пятидесяти   | двумстам   | пятистам   |
| Akkusativ    | пятьдесят    | двести     | пятьсот    |
| Instrumental | пятьюдесятью | двумястами | пятьюстами |
| Präpositiv   | о пятидесяти | о двухстах | о пятистах |

|                     | 40     | 90        | 100 |
| ------------------- | ------ | --------- | --- |
| Nominativ Akkusativ | сорок  | девяносто | сто |
| alle anderen Kasus  | сорока | девяноста | ста |

#### Rektion der Grundzahlwörter
In der Regel besteht Kongruenz zwischen dem Grundzahlwort und darauf folgenden Adjektiven und Substantiven. Besonderheiten sind lediglich zu beachten, wenn die Wortgruppe im Nominativ oder Akkusativ steht.
Steht ein Grundzahlwort im Nominativ oder Akkusativ (außer es handelt sich um Belebtes im Akkusativ), ist zu beachten:
- a) die Zahl один (eins) stimmt mit dem folgenden Adjektiven und Substantiven in Kasus, Numerus und Genus überein (Kongruenz).
- b) auf die Zahlen два, три, четыре (zwei, drei, vier) folgt dann ein Adjektiv im Genitiv Plural (falls männlich oder sächlich, manchmal auch weiblich) bzw. im Nominativ Plural (falls weiblich) und ein Substantiv im Genitiv Singular.
- c) auf die Zahlen пять, шесть … двадцать (fünf, sechs … zwanzig) folgt dann ein Adjektiv oder Substantiv im Genitiv Plural.

Für zusammengesetzte Grundzahlen gilt:
- endet die Zahl auf два, три, oder четыре (also z. B. двадцать два – zweiundzwanzig), so gilt grundsätzlich oben b), diesmal auch wenn es sich um Belebtes im Akkusativ handelt
- für die restlichen zusammengesetzten Zahlen (außer denjenigen, die auf один enden) gilt oben c)

Bei unbestimmten Zahlenangaben im Nominativ (einige, viele, wenige usw.) gilt oben b).
Wird ein Zählwort dem dazugehörigen Substantiv nachgestellt, so entspricht das im Deutschen der Angabe „in etwa“, „ungefähr“. Zum Beispiel:
- пять человек – fünf Leute
- человек пять – in etwa fünf Leute

### Sammelzahlwörter
Die Klasse der Sammelzahlwörter hebt im Unterschied zu den Grundzahlwörtern die Zusammengehörigkeit der Einheiten einer Menge hervor. Die Sammelzahlwörter sind: оба/обе (beide), двое (2), трое (3), четверо (4). Selten werden gebraucht: пятеро (5), шестеро (6), семеро (7), восьемеро (8), двятеро (9), десятеро (10). Die Deklination ähnelt der Deklination der weichen (оба/обе, двое, трое) und harten Adjektive. Оба/обе regieren den Genitiv Singular. Alle weiteren Sammelzahlwörter regieren die Genitiv Plural.
|              | „beide“  | „beide“  | 2       | 3       | 4          |
| Genus        | m./n.    | f.       | -       | -       | -          |
| ------------ | -------- | -------- | ------- | ------- | ---------- |
| Nominativ    | оба      | обе      | двое    | трое    | четверо    |
| Genitiv      | обоих    | обеих    | двоих   | троих   | четверых   |
| Dativ        | обоим    | обеим    | двоим   | троим   | четверым   |
| Akkusativ    | оба1     | обе1     | двое1   | трое1   | четверо1   |
| Instrumental | обоими   | обеими   | двоими  | троими  | четверыми  |
| Präpositiv   | об обоих | об обеих | о двоих | о троих | о четверых |

1Bei belebten Substantiven entspricht der Akkusativ dem Genitiv.
Die Sammelzahlwörter stehen mit Substantiven, die nur im Plural gebräuchlich sind (Pluraliatantum) und mit Personengruppen.

### Ordnungszahlwörter
Die Ordnungszahlwörter werden durch Аnfügen der Adjektivendung an den Stamm der Grundzahlwörter gebildet. Ausnahmen bilden первый (erste) und второый (zweite), die mit abweichenden Stämmen gebildet werden. Bei folgenden weiteren Formen treten Unregelmäßigkeiten auf: третий, четвёртый, седьмой, сороковой, сотый. Bei den meisten zusammengesetzten Zahlwörtern steht der erste Bestandteil im Genitiv: пятидесятый, четырёхсотый. Die Ordnungszahlwörter werden den Adjektiven entsprechend dekliniert.
| 1 – 10         | 11 – 19             | 20 – 90             | 100 – 1000          |
| -------------- | ------------------- | ------------------- | ------------------- |
| 1. – первый    | 11. – одиннадцатый  |                     | 100. – сотый        |
| 2. – второй    | 12. – двенадцатый   | 20. – двадцатый     | 200. – двухсотый    |
| 3. – третий    | 13. – тринадцатый   | 30. – тридцатый     | 300. – трёхсотый    |
| 4. – четвёртый | 14. – четырнадцатый | 40. – сороковой     | 400. – четырёхсотый |
| 5. – пятый     | 15. – пятнадцатый   | 50. – пятидесятый   | 500. – пятисотый    |
| 6. – шестой    | 16. – шестнадцатый  | 60. – шестидесятый  | 600. – шестисотый   |
| 7. – седьмой   | 17. – семнадцатый   | 70. – семидесятый   | 700. – семисотый    |
| 8. – восьмой   | 18. – восемнадцатый | 80. – восьмидесятый | 800. – восьмисотый  |
| 9. – двятый    | 19. – девятнадцатый | 90. – девяностый    | 900. – девятисотый  |
| 10. – десятый  |                     |                     | 1000. – тысячный    |

### Bruchzahlwörter
Bei gemeinen Brüchen wird der Zähler durch ein Grundzahlwort und der Nenner durch ein Ordnungszahlwort repräsentiert. Für die Zähler 1 und 2 werden die femininen Grundzahlwörter одна und две verwendet.
- Ist der Zähler 1, steht die Wortgruppe im Nominativ Singular feminin: одна вторая (ein Halb).
- Ab dem Zähler 2 steht der Nenner im Genitiv Plural: две четвёртых (zwei Viertel), пять шестых (fünf Sechstel).

Bei gemischten Brüchen wird die ganze Zahl durch das entsprechende Grundzahlwort in Verbindung mit dem Substantiv целая (Ganzes) wiedergegeben. Ab 2 wird die Form des Genitiv Plural verwendet (целых): одна целая и одна вторая (ein Ganzes und ein Halb), две целых и восемь девятых (zwei Ganze und acht Neuntel).
Dezimalbrüche werden wie gemischte Brüche behandelt. 2,7 = две целых и семь десятых (zwei Ganze und sieben Zehntel), 1,98 = одна целая и девяносто восемь сотых (ein Ganzes und achtundneunzig Hundertstel).
Bruchzahlwörter regieren in Verbindung mit einem Substantiv immer den Genitiv Singular: 30,8 % = тридцать (целых) и восемь десятых процента.
Für die folgenden Brüche gibt es substantivische Entsprechungen: ein Halb – половина, ein Drittel – треть, ein Viertel – четверть, ein Achtel – восьмушка, anderthalb – полтора.

### Unbestimmte Zahlwörter
Zu den unbestimmten Zahlwörtern gehören сколько (wie viel), столько (so viel), несколько (einige), много (viel), немного (etwas, einige), мало (wenig), немало (nicht wenig).
Die Deklination der unbestimmten Zahlwörter folgt dem Muster der Adjektive Plural. Nicht dekliniert werden мало und немало, die nur im Nominativ und dem gleichlautenden Akkusativ verwendet werden.
|              | сколько    | много    |
| ------------ | ---------- | -------- |
| Nominativ    | сколько    | много    |
| Genitiv      | скольких   | многих   |
| Dativ        | скольким   | многим   |
| Akkusativ    | сколько1   | много1   |
| Instrumental | сколькими  | многими  |
| Präpositiv   | о скольких | о многих |

1 In Verbindung mit belebten Substantiven kann neben der genannten Form der Akkusativ formgleich mit dem Genitiv sein: скольких/многих.
Stehen die unbestimmten Zahlwörter im Nominativ, so regieren sie den Genitiv Plural. Gleiches gilt für den formgleichen Akkusativ. In allen anderen Fällen kongruieren sie mit dem nachfolgenden Substantiv.

## Satzbau

### Satzglieder
Die folgenden Satzglieder werden im Russischen angenommen:
- Prädikat: Das Merkmal, das dem im Subjekt genannten Gegenstand zugeordnet wird.[4] Es bildet gemeinsam mit dem Subjekt das prädikative Zentrum des Satzes. Im Russischen treten verbale und nominale Prädikate auf.
- Subjekt: Der Gegenstand, dem das im Prädikat genannte Merkmal zugeordnet wird.[5] Es bildet gemeinsam mit dem Prädikat das prädikative Zentrum des Satzes. Das Subjekt steht im Nominativ und wird mit dem Fragen что? (was?) кто? (wer?) erfragt.j
- Objekte: Ein Gegenstand, auf den die im prädikativen Zentrum genannte Handlung bezogen ist.[6] Als Fragen dienen die Kasusformen von что? und кто?. Es treten direkte Objekte (im Akkusativ ohne Präposition) und indirekte Objekte (andere anderen Objekte) auf.
- Adverbialbestimmungen: Eine Adverbialbestimmung charakterisiert das im prädikativen Zentrum genannte Merkmal hinsichtlich Art und Weise des Auftretens, räumlicher und zeitlicher Begleitumstände oder der Anlässe des Auftretens.[7]

Weiterhin können Attribute als Satzgliedteile einzelne Satzglieder näher bestimmen.

### Negation

#### Negative Propositionen
Im Deutschen, Lateinischen, oder Standard-Englischen gilt die mathematische Regel „minus mal minus gleicht plus“. Z. B. ist der Satz „Nie sehe ich niemanden.“ nicht sehr elegant, trotzdem bedeutet er klar, dass ich immer jemanden sehe.
Der russische negative Satzbau soll mathematisch anders verstanden werden: Ist eine russische Proposition negativ, sollen negative Adverbien, Adjektive oder Pronomen gebraucht werden. Das Verbum sogar soll durch die Partikel не negativ gemacht werden. So bedeutet „Никто никогда никому ничего не прощает“ (wörtlich „keiner niemals niemandem nichts nicht verzeiht“) einfach „Keiner verzeiht keinem umsonst“. (Auf Deutsch „minus mal minus mal minus = minus“ mit keiner, keinen und umsonst als negative Wörter).

### „Ja“, „nein“ und „doch“ auf Russisch
Es ist häufig in Laienliteratur anzutreffen, „ja“ sei „da“, „nein“ sei „niet“. Man sieht schon, dass es falsch sein könnte, wenn das Buch nichts über „doch“ sagt. Es gibt nur да und нет im Russischen für die drei deutschen ja, nein und doch. Auch die Englischsprechenden kennen kein „doch“. Aber wenn ein Deutschsprechender sich mit einem Russischsprechenden auf Englisch unterhält, ist es manchmal problematisch, weil im Russischen „doch“ als „да“ übersetzt wird, wenn Englisch es als „no“ übersetzt, und als „нет“, wo man im Englischen „yes“ erwartet.
Die zwei folgenden Tabellen vergleichen die Lösungen der drei Sprachen Deutsch, Russisch und Englisch.
|             |                        | Deutsch             | Russisch              | Englisch |
| A sagt      | Es regnet              | Идёт дождь          | It’s raining          |          |
| B antwortet | Ja = es regnet         | Да = идёт дождь     | Yes = it’s raining    |          |
| B antwortet | Nein = es regnet nicht | Нет = дождь не идёт | No = it’s not raining |          |

|             |                        | Deutsch            | Russisch              | Englisch |
| A sagt      | Es regnet nicht        | Дождь не идёт      | It’s not raining      |          |
| B antwortet | Nein = es regnet nicht | Да = дождь не идёт | No = it’s not raining |          |
| B antwortet | Doch = es regnet       | Нет = дождь идёт   | Yes = it’s raining    |          |